# Alta velocidade ferroviária

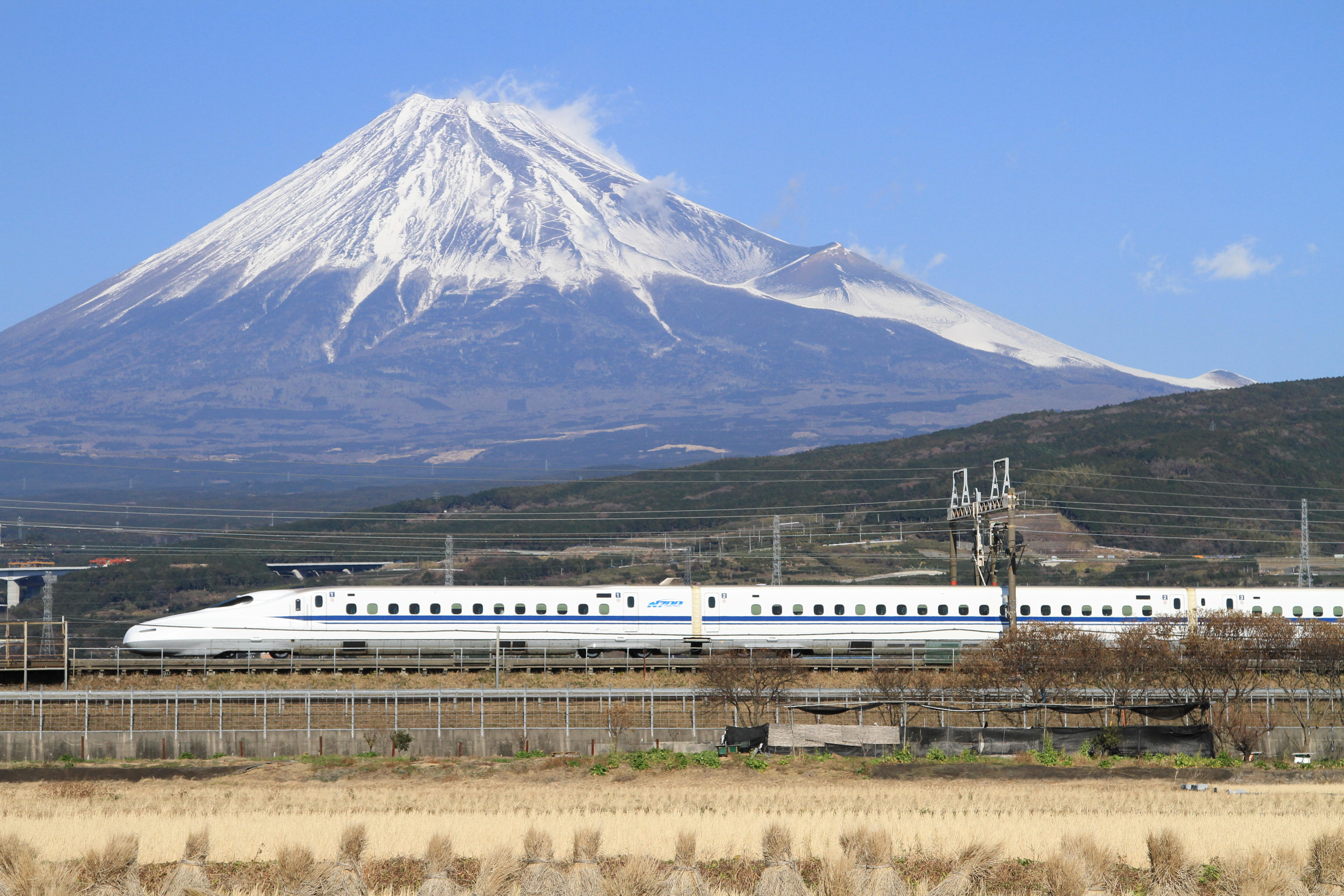
Trem da linha Tokaido Shinkansen, no Japão, com o Monte Fuji ao fundo.

Alta velocidade ferroviária, também chamada de comboio (português europeu) ou trem (português brasileiro) de alta velocidade ou trem-bala, é um tipo de transporte ferroviário que opera significativamente mais rápido do que o tráfego ferroviário tradicional, utilizando um sistema integrado de material rodante especializado e linhas específicas. Embora não exista um único padrão que se aplique a nível mundial, considera-se que as novas linhas com mais de 250 quilômetros por hora e as linhas existentes em mais de 200 quilômetros por hora podem ser consideradas de alta velocidade, sendo que alguns estendem a definição para incluir velocidades mais baixas em áreas onde isto representou uma melhoria significativa.
O primeiro tal sistema começou operações no Japão em 1964 e era sabido extensamente como o trem-bala. Os trens de alta velocidade normalmente operam em trilhos de bitola padrão de trilho soldado continuamente em uma linha ferroviária separadas em graus que incorpora um grande raio de giro em seu projeto. Apesar de trilhos de alta velocidade serem mais frequentemente projetado para viagens de passageiros, alguns sistemas de alta velocidade também oferecem serviço de frete. O grupo de trabalho da União Internacional de Caminhos-de-Ferro fornece definições de viagens de comboio de alta velocidade. Não existe apenas uma única definição do termo, mas uma combinação de elementos — carris novos ou atualizados, material circulante, práticas de exploração — que levam a que um dado serviço seja ou não considerado como de alta velocidade.
Muitos países desenvolveram a alta velocidade ferroviária para conectar grandes cidades, incluindo a Áustria, a Bélgica, a China, a França, a Alemanha, a Itália, o Japão, os Países Baixos, a Polónia, Portugal, a Rússia, a Coreia do Sul, a Espanha, a Suécia, Taiwan, a Turquia, o Reino Unido, os Estados Unidos da América e o Uzbequistão. Apenas na Europa a alta velocidade ferroviária atravessa as fronteiras internacionais. A China tem 22 000 quilômetros (14 000 milhas) de linhas de alta velocidade ferroviária no final de dezembro de 2016, correspondendo a dois terços do total mundial.
A atenção prestada aos trens (comboios) rápidos que superam os 200 km/h (o primeiro foi o italiano ElettroTreno ETR 200 em 1939) justifica-se pela necessidade de aliviar o congestionamento do tráfego aéreo e rodoviário, uma vez que se reduzem simultaneamente os custos de exploração e a poluição. Os trens (comboios) de alta velocidade normalmente operam em carris (trilhos) de bitola padrão com barra soldada contínua e passagens de desnível com direito de passagem que incorporam um grande raio de viragem no seu desenho.

## Definição
Múltiplas definições para alta velocidade ferroviária estão em uso em todo o mundo. A Diretiva da União Europeia 96/48/EC, Anexo 1 define a alta velocidade ferroviária em termos de:
1. Infraestrutura: via férrea construída especialmente para viagens de alta velocidade ou especialmente atualizada para viagens em alta velocidade.
2. Limite Mínimo de Velocidade: Velocidade mínima de 250 km/h nas linhas especialmente construídas para a alta velocidade e de cerca de 200 km/h nas linhas existentes que foram especialmente atualizadas. Isso deve-se aplicar a pelo menos uma secção da linha. O material rodante deve ser capaz de atingir uma velocidade de pelo menos 200 km/ h para ser considerado de alta velocidade.
3. Condições de operação: O material rodante deve ser desenhado juntamente com sua infraestrutura para a total compatibilidade, segurança e qualidade de serviço.

A União Internacional dos Caminhos-de-Ferro (UIC) identifica três categorias de alta velocidade ferroviária:
- Categoria I – Novas linhas construídas especialmente para altas velocidades, permitindo uma velocidade máxima de corrida de pelo menos 250 km/h.
- Categoria II – Linhas existentes especialmente atualizadas para altas velocidades, permitindo uma velocidade máxima de corrida de pelo menos 200 km/h.
- Categoria III – Linhas existentes especialmente adaptadas para altas velocidades, permitindo uma velocidade máxima de corrida de pelo menos 200 km/h, mas com algumas secções tendo uma menor velocidade permitida (por exemplo, devido a restrições topográficas ou à passagem por áreas urbanas).

Uma terceira definição de alta velocidade ferroviária e muito alta velocidade ferroviária (Demiridis & Pyrgidis 2012) requer a verificação simultânea das duas condições seguintes:
1. Velocidade máxima de corrida alcançável excedendo os 200 km/h ou 250 km/h para muito alta velocidade,
2. Velocidade média de corrida no corredor excedendo os 150 km/h ou 200 km/h para muito alta velocidade.

A UIC prefere usar "definições" (plural) porque considera que não há uma definição padrão única de alta velocidade ferroviária, nem mesmo o uso padrão dos termos ("alta velocidade" ou "muito alta velocidade"). Eles fazem uso da Diretiva Europeia do Conselho Europeu 96/48, afirmando que a alta velocidade é uma combinação de todos os elementos que constituem o sistema: infraestrutura, material rodante e condições de operação. A União Internacional dos Caminhos-de-Ferro afirma que a alta velocidade ferroviária é um conjunto de características únicas, não apenas um trem (comboio) viajando acima de uma velocidade específica. Muitos trens (comboios) rebocados convencionalmente conseguem chegar aos 200 km/h em serviço comercial, mas não são considerados como trens (comboios) de alta velocidade. Estes incluem a francesa SNCF Intercités e a alemã DB IC.
O critério de 200 quilómetros por hora é selecionado por várias razões; acima dessa velocidade, os impactos dos defeitos geométricos são intensificados, a aderência do carril (trilho) é diminuída, a resistência aerodinâmica é imensamente aumentada, as flutuações de pressão dentro dos túneis causam desconforto aos passageiros e torna-se difícil para os maquinistas identificar a sinalização ao longo da linha. O equipamento de sinalização padrão é muitas vezes limitado a velocidades abaixo de 200 km/h com os limites tradicionais de 79 mph (127 km/h) nos EUA, 160 km/h (99 mph) na Alemanha e 125 mph (201 km/h) Grã-Bretanha. Acima dessas velocidades, o controle positivo do trem (comboio) ou o Sistema de Controlo Ferroviário Europeu torna-se necessário ou legalmente obrigatório. Padrões domésticos nacionais podem variar dos padrões internacionais.

## História

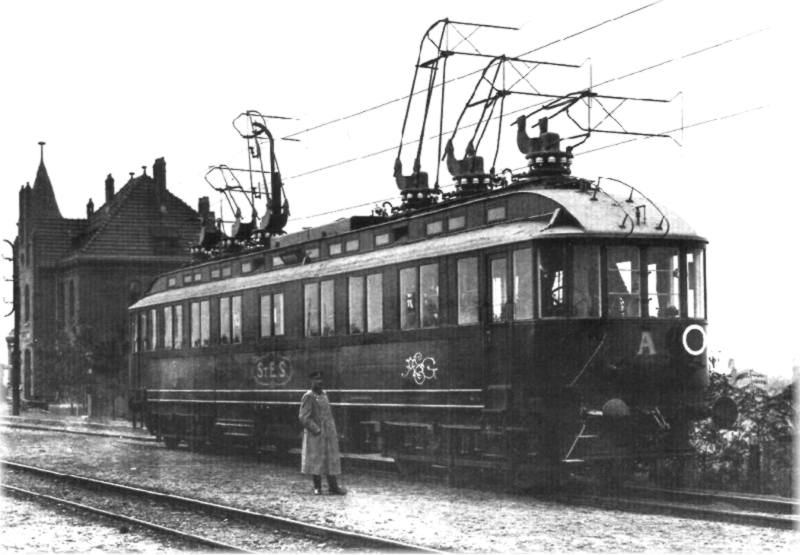
Elétrico alemão modificado pela Siemens & Halske atingiu a marca de 206.7km/h, tornou-se o meio de transporte mais rápido do mundo em 1903.

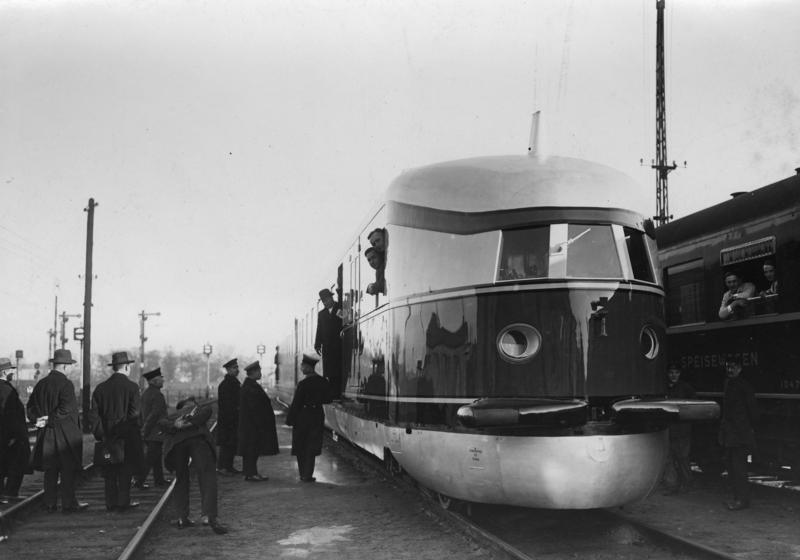
O Fliegender Hamburger, inaugurado em 15 de maio de 1933 fazia transporte regular entre Hamburgo e Berlim a uma velocidade média de 160km/h.

As estradas de ferro foram a primeira forma de transporte terrestre rápido e detiveram um monopólio eficaz no tráfego do passageiro até o desenvolvimento do automóvel e de aviões de passageiros no século XX. A velocidade sempre foi um fator importante para as ferrovias e elas constantemente tentaram alcançar velocidades mais altas e diminuir os tempos de viagem. O transporte ferroviário no final do século XIX não era muito mais lento do que os comboios não de alta velocidade atuais e muitas ferrovias operavam regularmente trens relativamente rápidos, com velocidades médias de cerca de 100 km/h.
Em 23 de outubro de 1903, o vagão ferroviário da Siemens & Halske AG alcançou uma velocidade de 206,7 km/h e em 27 de outubro o vagão da AEG atingiu 210,2 km/h. Estes trens demonstraram a viabilidade do trilho elétrico de alta velocidade.
Nas décadas posteriores à Segunda Guerra Mundial, o petróleo barato, juntamente com melhoramentos nos automóveis, autoestradas e aviação, tornaram estes meios mais práticos para uma grande porção da população do que antes. Na Europa e no Japão, foi dada ênfase à reconstrução no pós-guerra, enquanto que nos Estados Unidos foi dada à construção de um enorme sistema de autoestradas interestaduais e aeroportos. Os sistemas de transporte de massas foram grandemente negligenciados nos EUA. As linhas ferroviárias dos Estados Unidos foram se tornando cada vez menos competitivas, em parte devido à tendência do governo em favorecer o transporte aéreo e rodoviário, mais do que no Japão e nos países europeus, e em parte também devido à menor densidade populacional.
As viagens de comboio tornam-se mais competitivas nas áreas de maior densidade populacional e onde o custo do petróleo for elevado, devido ao facto de os comboios convencionais terem consumos de combustível mais eficientes que os carros (embora algumas vezes menos eficientes que os ônibus). Muito poucos comboios consomem diesel ou outros combustíveis fósseis, mas as centrais elétricas que fornecem eletricidade aos comboios elétricos consomem normalmente gás natural e carvão. No entanto, no Japão e na França, existe uma grande proporção de eletricidade proveniente de energia nuclear. Mesmo consumindo eletricidade gerada a partir de carvão e petróleo, os comboios são mais econômicos por passageiro por quilômetro percorrido do que um automóvel típico. A atualização das redes ferroviárias exige investimentos pesados e por isso só é competitiva com os aviões ou automóveis desaparecendo os subsídios ao custo do combustível (como por exemplo nos EUA), ou face a altas densidades populacionais (como se passa na Europa e Japão).
Tipicamente, os comboios de alta velocidade viajam a velocidades de cruzeiro entre os 250 km/h e os 300 km/h. A marca mundial de velocidade para um comboio convencional com rodas foi estabelecida em 2007 por um TGV francês  que atingiu a velocidade de 574,8 km/h. O comboio protótipo japonês de levitação magnética (mag lev) JR -M aglev ML X01 estabeleceu o recorde de velocidade de um comboio ao atingir os 582 km/h. No dia 3 de abril de 2007 foi batido oficialmente o anterior recorde de comboios convencionais ao ser atingida a velocidade de 574,8 km/h. Este teste, na nova linha Paris-Estrasburgo, teve o nome de código V 150 aludindo aos 150 metros/segundo de velocidade que se pretendia atingir (correspondente a 540 km/h)

### Japão

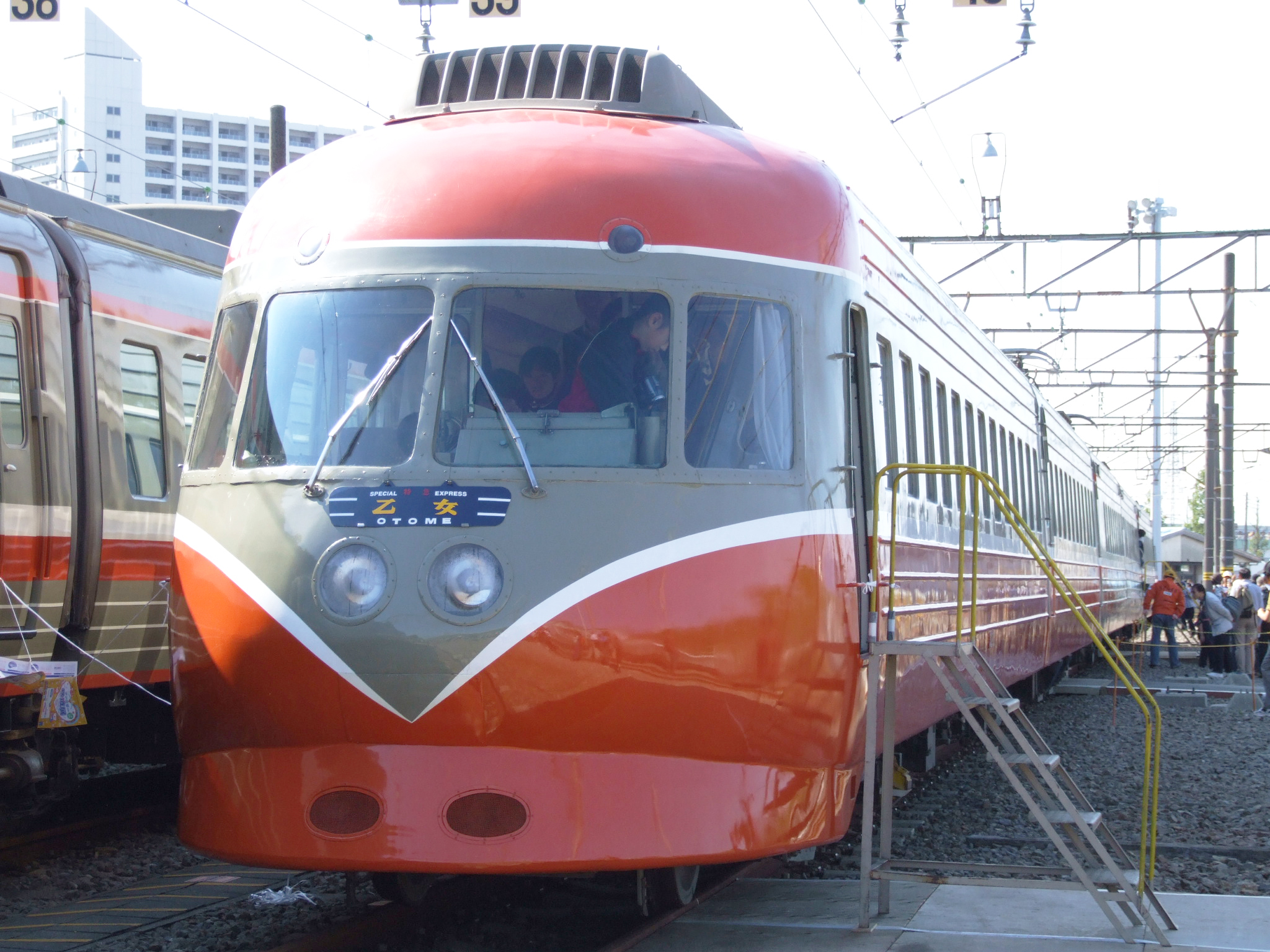
Série Odakyu 3000 de 1957.

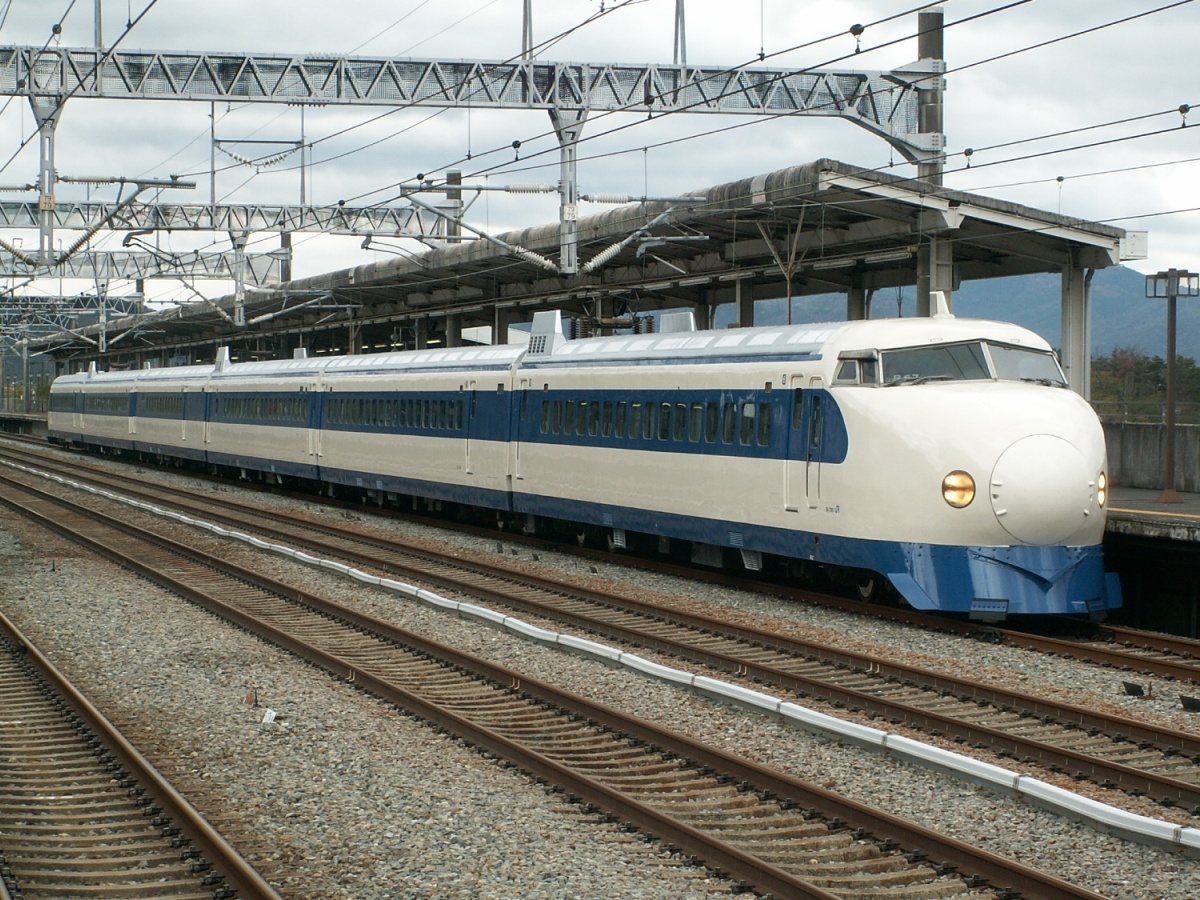
Séries 0 - Shinkansen de 1964.

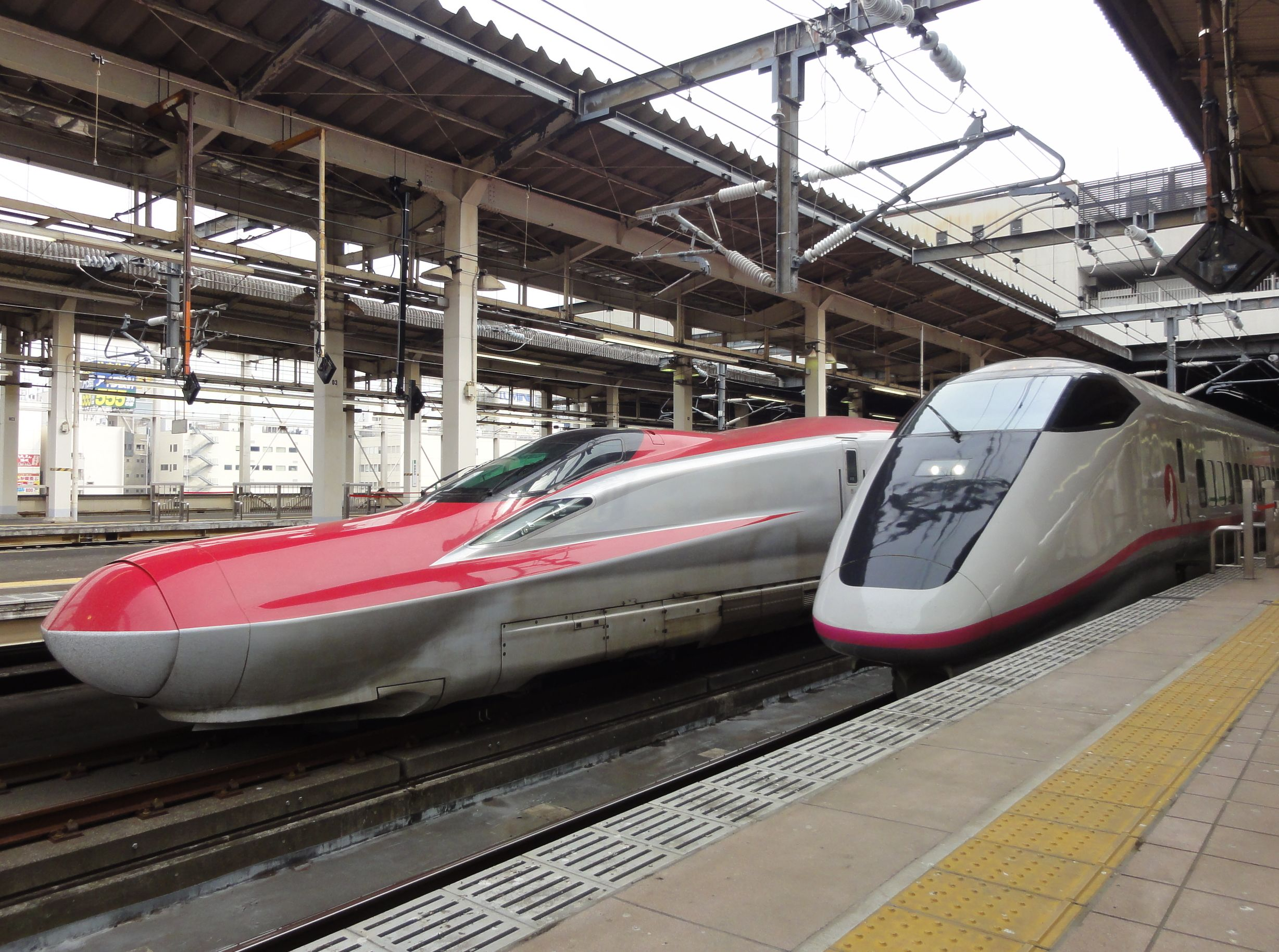
Séries E6 e E3 mais recentes.

Com cerca de 45 milhões de pessoas vivendo no corredor densamente povoado de Tóquio a Osaka, o congestionamento de estradas e trilhos se tornou um problema sério após a Segunda Guerra Mundial e o governo japonês começou a pensar seriamente em um novo serviço ferroviário de alta velocidade. O Japão na década de 1950 era uma nação populosa e de recursos limitados que, por razões de segurança, não queria importar petróleo, mas precisava de uma forma de transportar seus milhões de pessoas dentro e entre as cidades. Os engenheiros japoneses das Ferrovias Nacionais Japonesas(JNR) começaram então a estudar o desenvolvimento de um serviço de transporte de massa regular e de alta velocidade. Em 1955, estiveram presentes no Congresso de Electrotecnologia de Lille, na França, e durante uma visita de seis meses, o engenheiro-chefe da JNR acompanhou o diretor-adjunto Marcel Tessier no DETE (Departamento de Estudos de Tração da SNCF).
Em 1957, os engenheiros da Odakyu Electric Railway, na Região Metropolitana de Tóquio, lançaram a Série Odakyu 3000, que estabeleceu um recorde mundial para comboios de bitola estreita a 145 km/h, dando aos engenheiros da Odakyu a confiança de que podiam construir de forma segura e confiável trens ainda mais rápidos com bitola padrão. O novo serviço, denominado Shinkansen (que significa nova linha principal), proporcionaria novas linhas, 25% mais amplas que o padrão, continuamente entre Tóquio e Osaka usando material circulante novo, projetado para 250 km/h. No entanto, o Banco Mundial, embora apoiando, considerou o projeto do equipamento como não comprovado para que a velocidade e definiu a velocidade máxima de 210 km/h. Após os testes iniciais de viabilidade, o plano foi acelerado e a construção da primeira seção da linha começou em 20 de abril de 1959.
Os primeiros comboios Shinkansen, as Séries 0 - Shinkansen, foram construídos pela Kawasaki Heavy Industries - muitas vezes chamado de "trens-bala" por conta do nome original em japonês Dangan Ressha (弾 丸 列車?) - ultrapassou os primeiros trens rápidos comerciais em serviço. Eles atravessaram a distância de 515 km em 3 horas e 10 minutos, alcançando uma velocidade máxima de 210 km/h e mantendo uma velocidade média de 162,8 km/h com paradas em Nagóia e Quioto.
A velocidade era apenas uma parte da revolução de Shinkansen: os Shinkansen ofereciam viagens ferroviárias de alta velocidade às massas. Os primeiros trens-bala tinham 12 vagões e as versões posteriores tinham até 16
Depois de três anos, mais de 100 milhões de passageiros usaram os trens e o marco do primeiro bilhão de passageiros foi alcançado em 1976. Em 1972, a linha foi estendida mais 161 km. Depois, a rede foi expandida até os 2 616 km registrados em março de 2015, além de outros 548 km de extensões atualmente em construção e que serão abertas por etapas entre março de 2016 e 2035. Desde 1964, passaram mais de 10 bilhões de pessoas pelo sistema, o equivalente a aproximadamente 140% da população mundial, sem uma única fatalidade. (apenas suicídios, passageiros que caem das plataformas e acidentes industriais resultaram em mortes).
Desde a sua introdução, os sistemas Shinkansen do Japão têm sofrido constantes melhorias, não só aumentando a velocidade das linhas. Mais de uma dúzia de modelos de vagões foram produzidos, abordando diversas questões, tais como o barulho do túnel, as vibrações, o arrasto aerodinâmico, linhas com menor patrocínio, segurança contra terremotos e tufões, distância de frenagem, problemas de neve e consumo de energia (Os comboios mais novos são duas vezes mais eficientes do ponto de vista energético do que os primeiros, apesar das velocidades mais elevadas).

### Europa e Estados Unidos

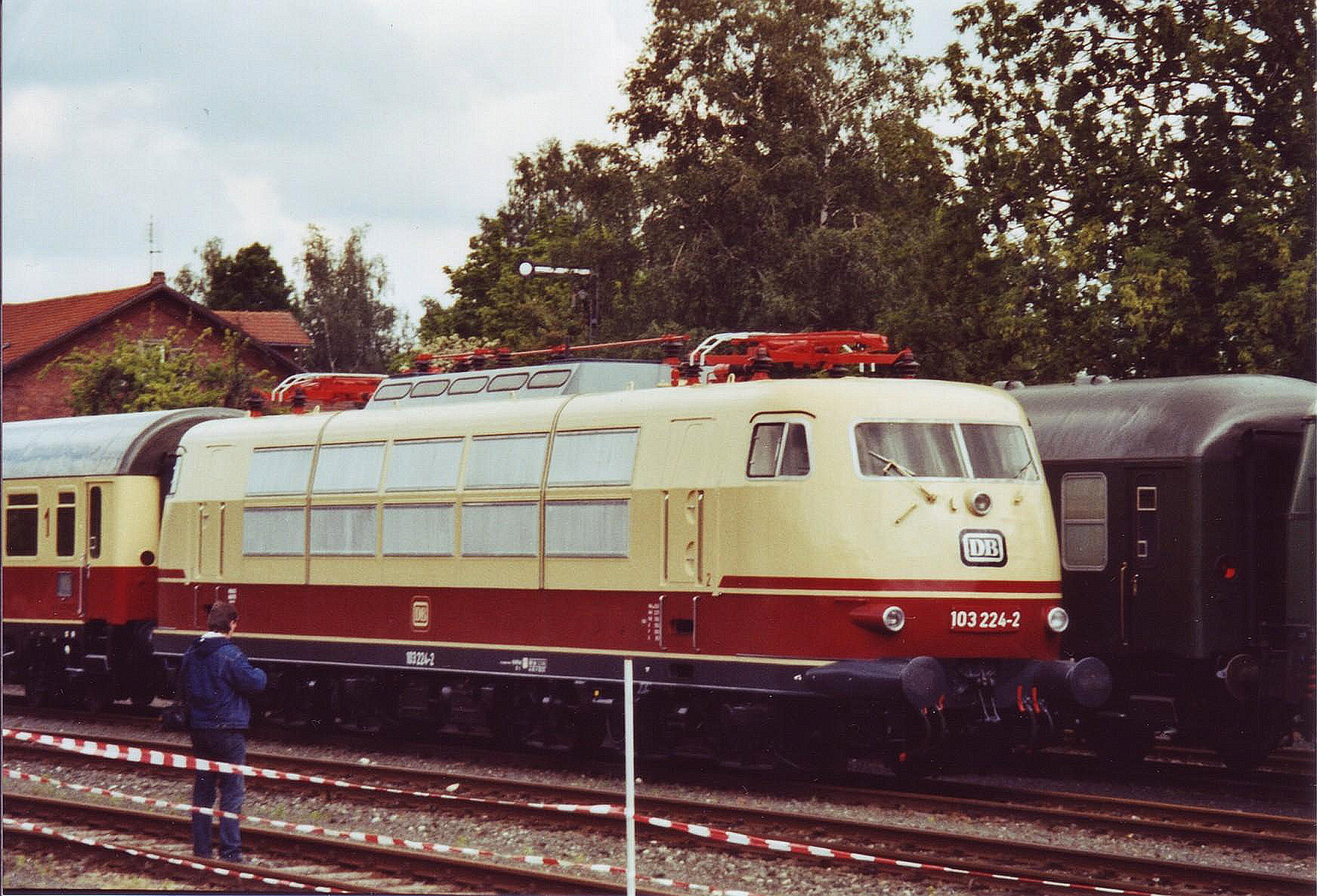
DB Class 103 alemão de 1965.

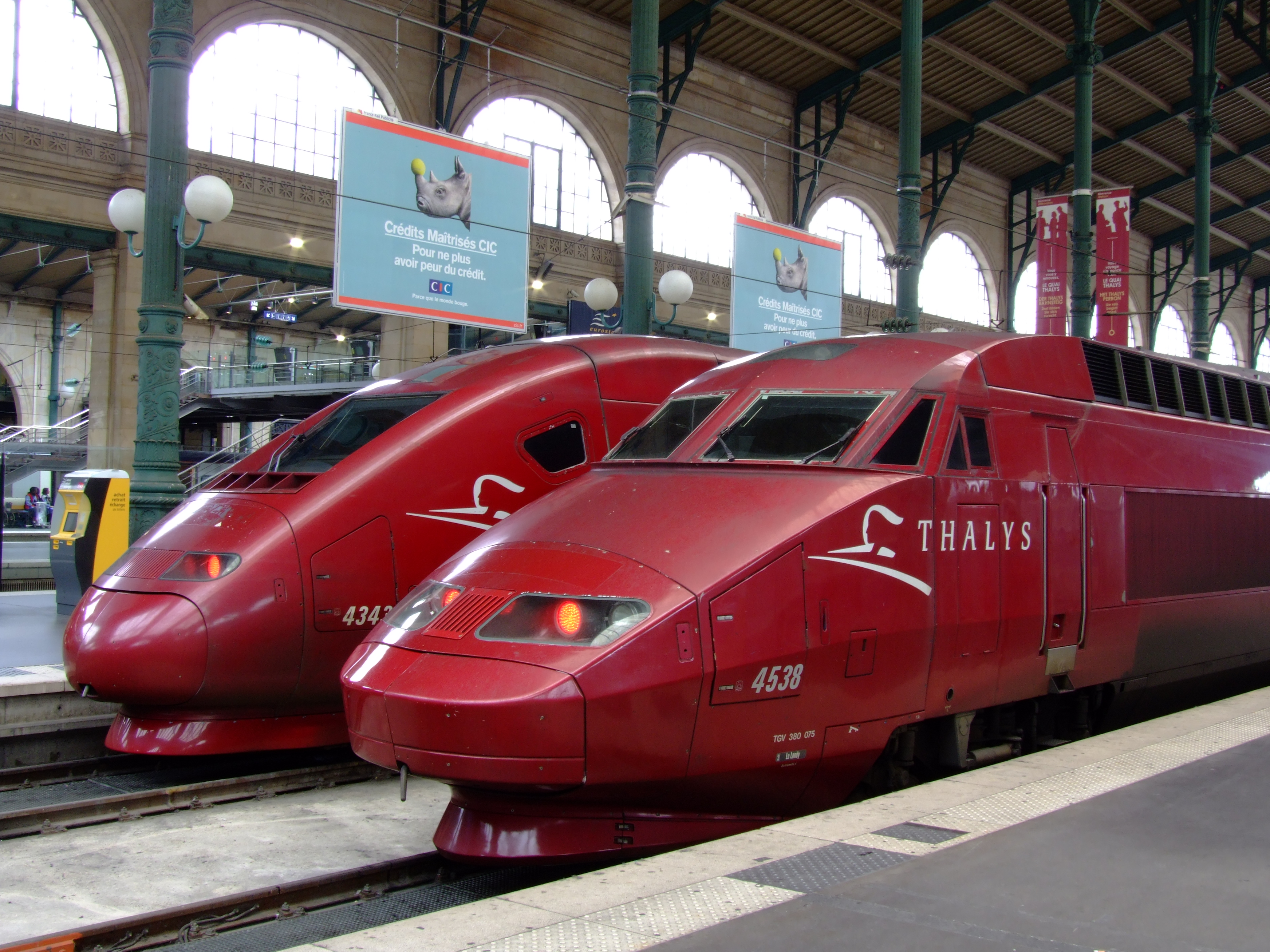
TGV PBKA.

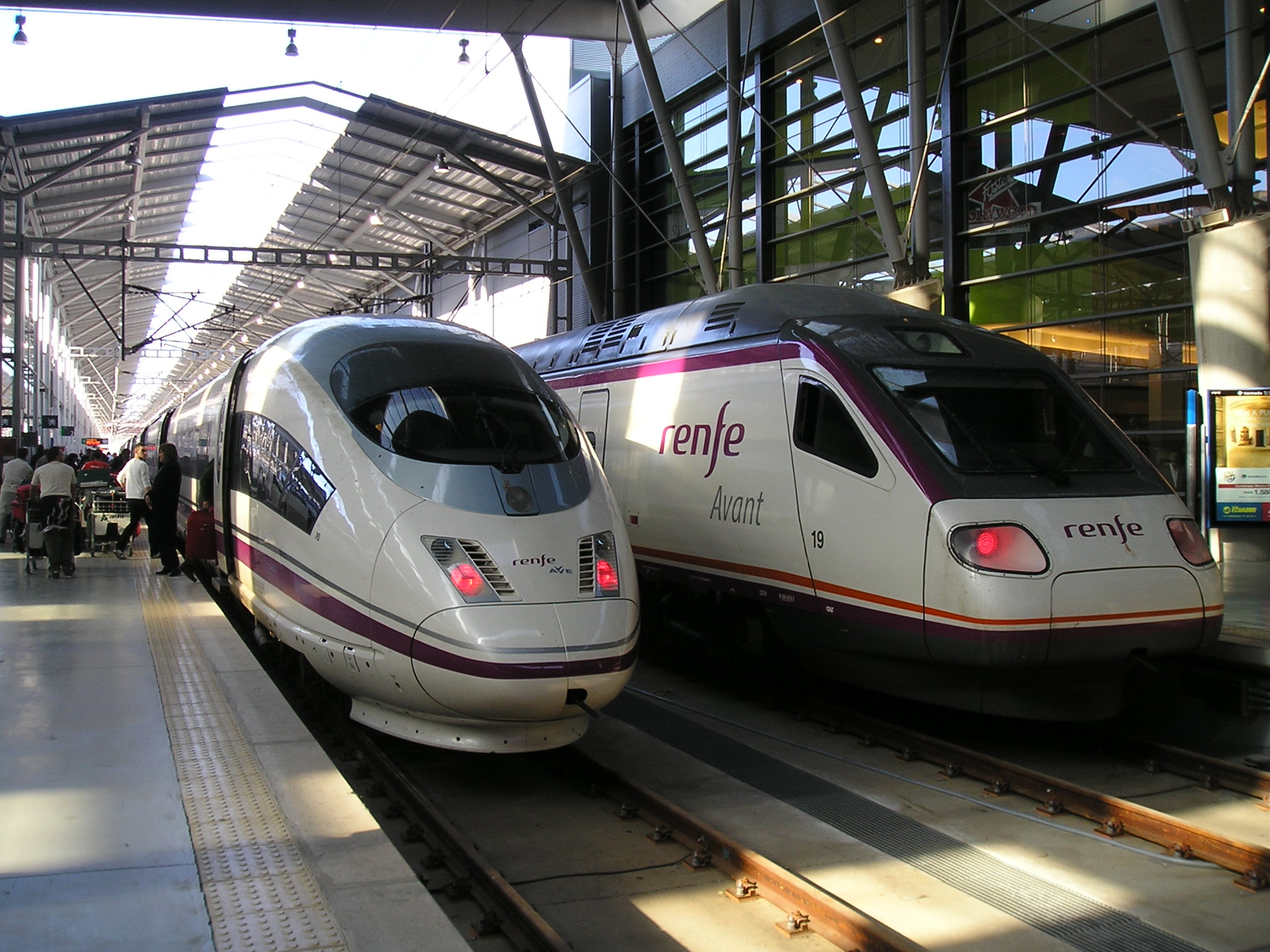
Trens da Alta Velocidad Española.

As primeiras áreas alvo, identificadas pela França, Japão e pelos Estados Unidos, eram ligações entre pares de grandes cidades. Em França esta foi Paris-Lyon, no Japão foi Tóquio-Osaka, e nos Estados Unidos as propostas são para áreas de grande densidade populacional. O único serviço actual de caminhos-de-ferro de alta-velocidade nos Estados Unidos está no Corredor do Nordeste entre Boston, Nova Iorque e Washington DC. Usa comboios pendulares para alcançar altas velocidades (apesar de serem muito inferiores dos seus congéneres Europeus e Japoneses) em carris já existentes, dado que a construção de novas linhas rectilíneas não era praticável devido aos terrenos envolventes estarem já ocupados e ao preço exorbitante que exigiria a sua expropriação.[carece de fontes?]
Um facto notável é que na Europa, Coreia e Japão, há ligação entre as densas redes de metropolitano e de comboios convencionais às linhas de comboio de alta-velocidade. Apesar dos esforços para criar uma rede de comboios de alta-velocidade nos Estados Unidos, as cidades com uma infraestrutura ferroviária interna irão ter uma baixa utilização dos serviços de comboios de alta-velocidade, pois é incompatível com a infraestrutura rodoviária existente, i.e. as pessoas teriam de conduzir na cidade para chegar à estação de comboios, pelo que assim, mais valia conduzir a viagem toda. Como no Japão a utilização diária per capita da rede ferroviária interna é a mais alta do mundo, é natural que o número de utentes de 6 mil milhões de passageiros  acumulados excedam largamente os mil milhões do TGV (em 2003).
A Autoridade Ferroviária de Alta-velocidade da Califórnia está a estudar actualmente uma linha entre a área da baía de São Francisco e Sacramento até Los Angeles e San Diego. A Corporação de Transportes e Caminhos-de-Ferro tenta trazer uma linha de alta-velocidade inovadora e um corredor de transportes multi-modal. Esta corporação desenvolveu o Corredor Expresso Brazos para ligar ao Texas central.[carece de fontes?]
As linhas de alta-velocidade posteriores, tais como a LGV Atlantique, a LGV Est, e a maioria das linhas de alta-velocidade alemãs, foram desenhadas como linhas principais que derivavam em linhas de caminho de ferro convencionais, servindo um grande número de cidades médias. Um efeito secundário das primeiras linhas de alta-velocidade na França foi a abertura de regiões anteriormente isoladas a um rápido desenvolvimento económico. Algumas das novas linhas de alta-velocidade foram planeadas com este propósito, como por exemplo a linha proposta Amesterdão-Groningen. Cinco anos após o início da construção, estava pronta a primeira linha de alta-velocidade japonesa, sendo inaugurada na véspera dos Jogos Olímpicos de 1964 em Tóquio, ligando a capital com Osaka. A primeira linha de alta-velocidade francesa, ou Ligne à grande vitesse (LGV), inaugurou em 1981 pela SNCF, a companhia francesa de caminhos-de-ferro, iniciando o plano de estudos a 1966 e a construção em 1976.[carece de fontes?]
A segmentação do trabalho tem-se focado principalmente no mercado das viagens de negócios. A atenção francesa sobre os viajantes por trabalho é reflectida na natureza das suas carruagens (incluindo a muito importante carruagem-bar). As viagens de turismo são um mercado secundário, apesar de muitas extensões francesas ligarem com praias turísticas no Atlântico e no Mediterrâneo, tal como também grandes parques de diversões. As horas de ponta são nas tardes de sexta-feira para os TGV (train à grande vitesse) (Metzler, 1992). O sistema baixou os preços nas viagens de longa-distância para competir com maior eficácia com os serviços aéreos, e como resultado, algumas cidades a menos de uma hora de Paris por TGV tornaram-se cidades-dormitório, aumentando assim o mercado e reestruturando o tipo de ordenamento do território.[carece de fontes?]

## Aspectos econômicos

### Investimentos

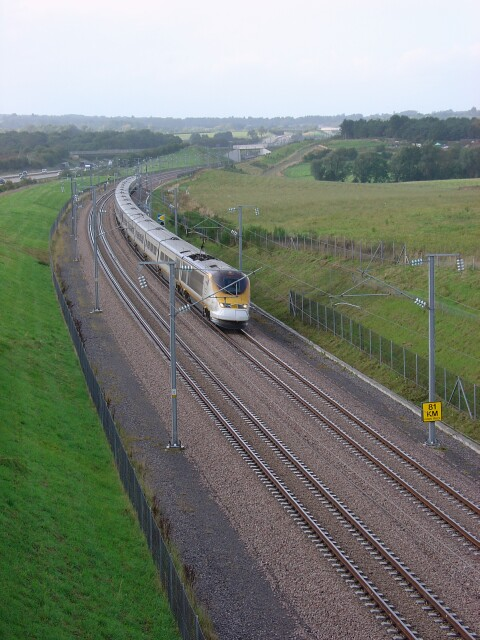
A High Speed 1 perto de Ashford.

Dadas as características técnicas das linhas ferroviárias de alta velocidade, a sua construção representa um investimento pesado.
O investimento por quilómetro é função de vários parâmetros, incluindo:
- o relevo das áreas a serem atravessadas;
- as obras de arte para construir;
- o tipo de linha prevista, reservada ao tráfego de alta velocidade ou aos comboios mistos de passageiros e de mercadorias;
- a inserção na paisagem e cumprimento dos regulamentos locais em matéria de meio ambiente.

No início de 2007, o custo médio por quilómetro era estimado em 17 milhões de euros correntes, para um direito de passagem de 40 m (largura total) e uma plataforma de 14 m, aproximadamente três vezes o custo de construção de uma auto-estrada de 2x2 vias. Em alguns países com terreno acidentado (a Espanha em particular), esse custo médio pode dobrar. É o mesmo quando a densidade da população é tal que as linhas devem passar em túnel num comprimento longo (serviço da estação Londres - São Pancras). Num estudo realizado para a RFF em maio de 2009, o preço por quilómetro varia entre 8 M€ e 66 M€. Obras de arte aumentam o custo quilométrico. No projecto preliminar SNIT 2010, os preços variam entre 12,9 M€/km para a LAV Poitiers Limoges e 57,57 M€/km para a LAV PACA. As leis de orientação do Grenelle II exigem que o empreiteiro principal otimize a integração ambiental das LAVs, o que aumentará consideravelmente seu custo por quilométrico.

### Rentabilidade
O Relatório Pébereau sobre a dívida pública discute estes aspectos: "A avaliação da rentabilidade dos projetos de infraestrutura é, por natureza, uma questão extremamente delicada. [...] A rentabilidade dos projetos de investimento público é, portanto, muito difícil de estimar no momento da tomada da decisão, ou seja, 5, 10 ou 15 anos antes da colocação em serviço. Mas isso não é suficiente para justificar as fraquezas que um estudo da Direcção-Geral do Tesouro e da Política Económica francesa identificou no processo de decisão".
- "o custo dos projetos é frequentemente subestimado. [...] A diferença entre os custos esperados e os custos observados parece ser particularmente elevada para as infraestruturas de transporte público, especialmente no domínio ferroviário. Para a LAV Nord, os sobrecustos após a declaração de utilidade pública teriam sido de 30%";
- "os ganhos esperados, tanto económicos quanto sociais, são geralmente sobrestimados. No domínio ferroviário, o tráfego na LAV Atlantique seria inferior em 30% às previsões". O tráfego inicial no LAV Est foi significativamente superior ao previsto.

Segundo um estudo do Ministério da Economia, Finanças e da Indústria, "a rentabilidade prevista de um projeto ferroviário seria, em média, dividida por 2 entre os estudos preliminares e a declaração de utilidade pública. E novamente por 2 entre a declaração de utilidade pública e a colocação em serviço. No total, a rentabilidade observada seria 4 vezes menor do que a estimada no momento do lançamento da reflexão. É impressionante notar que tais vieses foram repetidamente notados, sem que isso tenha conduzido a que sejam mais rigorosos os critérios para o lançamento de projetos de infraestruturas públicas".
Um relatório do Tribunal de Contas de 2006 confirma que a rentabilidade a priori tem sido sistematicamente sobrestimada, no entanto, não revela uma lacuna no auge da estimativa do relatório de Pébereau para a LAV Nord. Para as demais linhas, a rentabilidade final permanece superior à taxa de desconto utilizada pelo Estado para definir um projeto como rentável.

## Uso no mundo

### Europa

#### Alemanha

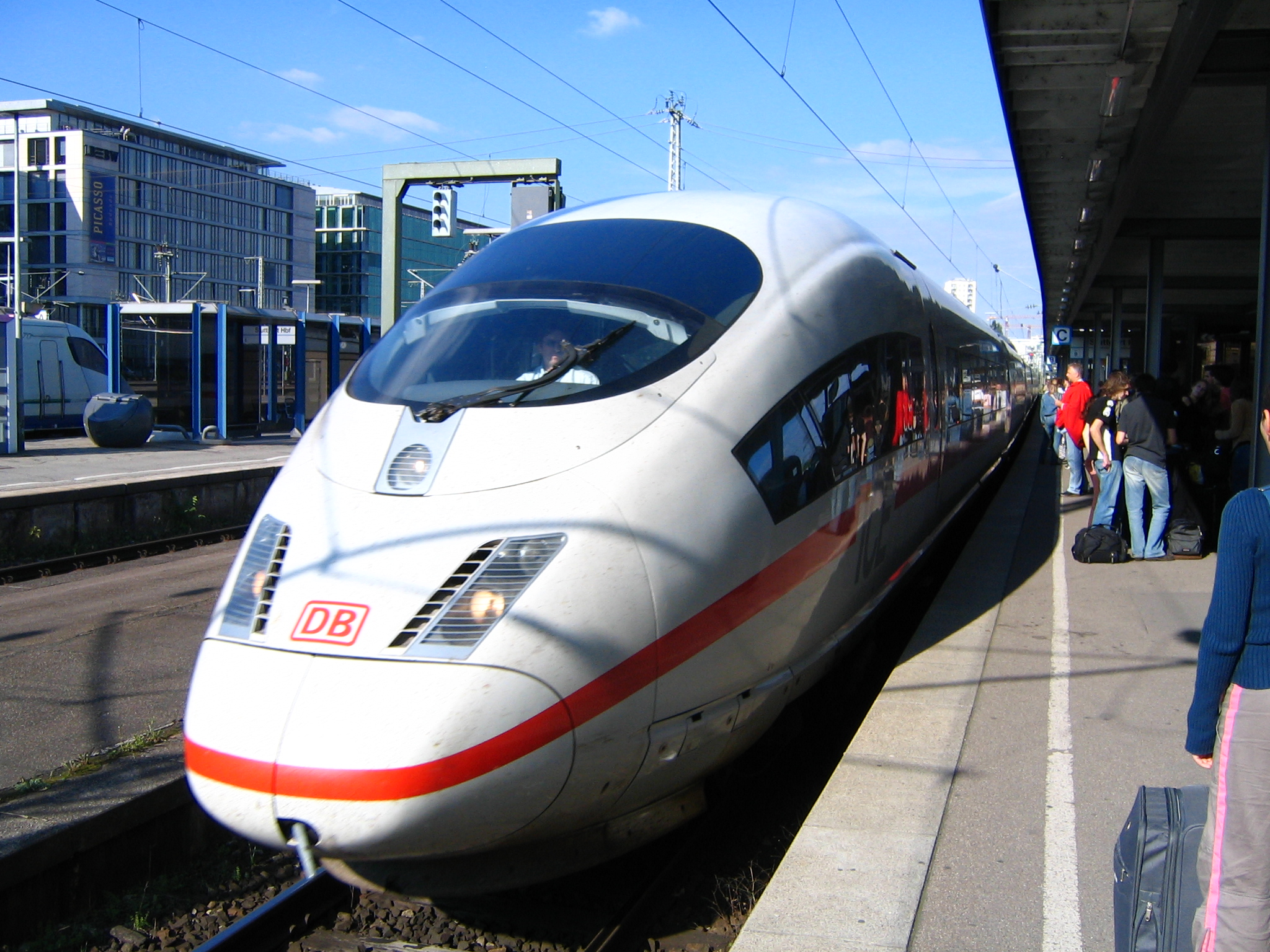
Um comboio ICE-3 na estação central de Estugarda.

A construção das primeiras linhas alemãs de alta-velocidade iniciou-se pouco depois dos TGV francês. No entanto inúmeras batalhas legais causaram atrasos significativos, de modo que os comboios InterCity Express (ICE) começaram a circular dez anos após a rede TGV ter sido implementada. A rede ICE está muito mais integrada com as linhas de caminho-de-ferro já existentes como resultado de uma estrutura de concepção na Alemanha, que tem quase o dobro da população de França. Os comboios ICE têm também como destino a Áustria e a Suíça pouco depois de terem entrado em serviço, aproveitando o facto de a tensão usada nesses países ser a mesma. A partir do ano 2000, o sistema múltiplo de comboios ICE de terceira geração entrou na Bélgica e nos Países Baixos. Os ICE de terceira geração atingem velocidades até 363 km/h. Foi formalmente pedida em 2001 a admissão de comboios ICE nas linhas francesas de TGV, mas os testes de circulação só foram completados em 2005. Ao contrário dos TGV e Shinkansen, a primeira geração ICE teve um acidente fatal a alta velocidade, seguido de numerosas queixas de trepidação excessiva. Desde o acidente, as rodas do ICE foram redesenhadas. A Alemanha também está a desenvolver o Transrapid, um comboio de levitação magnética. O Transrapid alcança velocidades até os 550 km/h. Existe uma linha de testes com um total de 31.5 km a operar em Emsland. Infelizmente, a 22 de Setembro de 2006, faleceram 23 pessoas quando este comboio de levitação magnética colidiu contra equipamento de manutenção sobre na linha, próximo de Lathen no noroeste da Alemanha. Na China, o Shangai Maglev Train, baseado na tecnologia maglev do Transrapid construído em colaboração com a Alemanha ficou operacional desde Março de 2004.[carece de fontes?]

#### Benelux, Espanha e Noruega
Os comboios de alta-velocidade Thalys, derivados do TGV já operam entre a Bélgica, França, Alemanha e os Países Baixos. O alemão ICE também opera na linha Amesterdão-Frankfurt (indo algumas vezes até à Suíça) e entre Bruxelas e Frankfurt. A linha holandesa HSL-Zuid está actualmente em construção. Ligando os Países Baixos com a Bélgica e França, irá transportar tanto os comboios derivados do TGV Thalys tal como os comboios de alta-velocidade nacionais. Também está em fase de estudo uma linha de alta-velocidade até Groningen.[carece de fontes?]
O único serviço realmente de alta-velocidade é o Flytoget, servindo o aeroporto de Oslo com velocidades até 210 km/h.[carece de fontes?]

#### França

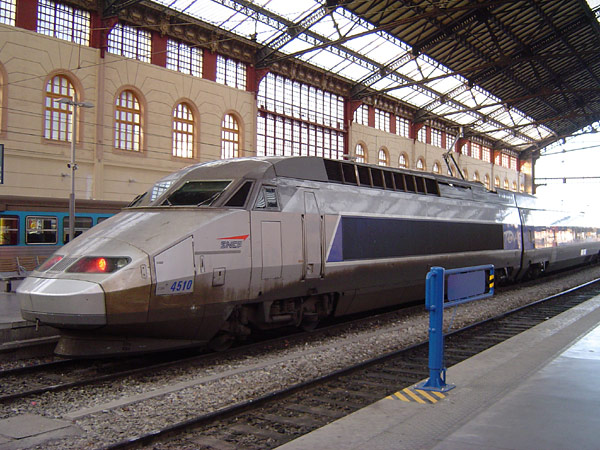
O TGV da classe Réseau, visto em Marselha na estação de St. Charles é o cavalo para todo o serviço da rede de alta-velocidade francesa.

A França tem provavelmente a rede de caminhos-de-ferro mais avançada da Europa. A rede de TGV iniciou o serviço em 1981 com a abertura da linha entre Paris e Lyon (LGV Sud-Est). A rede TGV espalhou-se gradualmente para outras cidades, e para outros países como a Suíça, Bélgica, Países Baixos e Reino Unido. Os comboios que atravessam as fronteiras nacionais podem necessitar de características especiais, tais como a capacidade para lidar com diferentes potências de tensão, e sistemas de sinalização. Isto significa que nem todos os TGV são o mesmo, existindo condições de interoperabilidade. A velocidade mais alta é a da linha Paris-Estrasburgo, com 320 km/h.

#### Itália

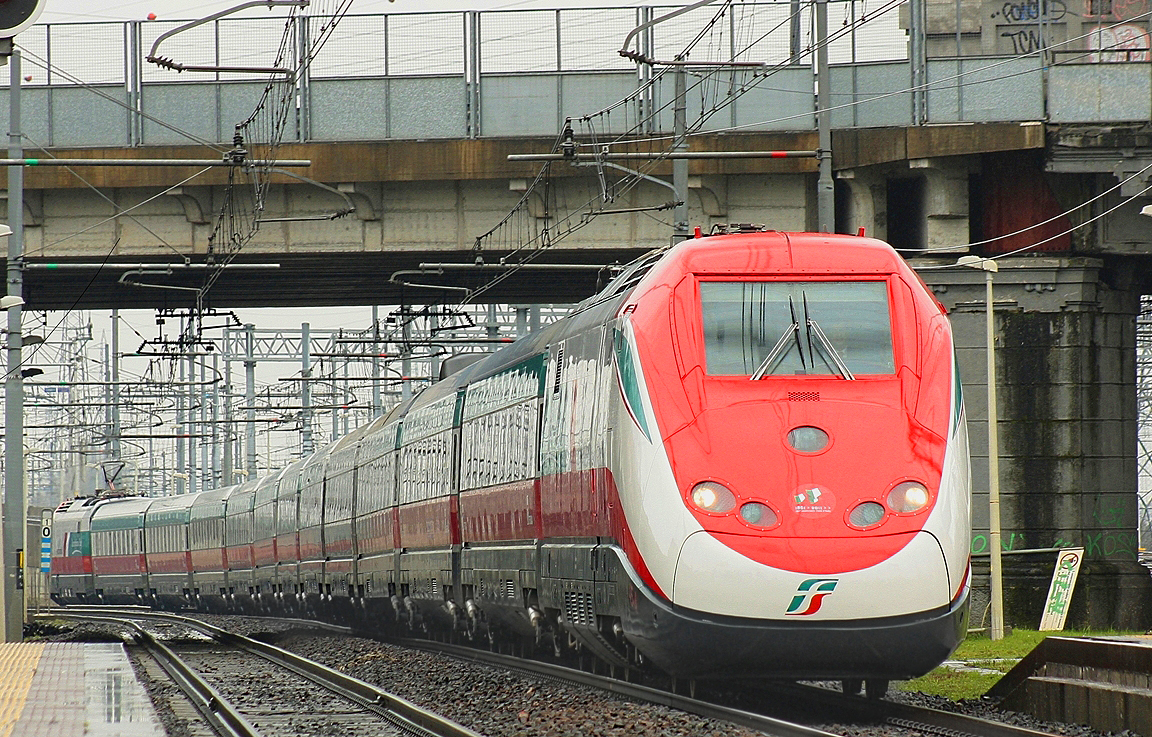
ETR 500 Italiano

O primeiro comboio de alta-velocidade a ser desenvolvido na Europa foi o italiano "Direttissima" que ligava Roma a Florença (254 km) em 1978. A velocidade máxima da linha era de 250 km/h. O tempo de viagem entre as duas cidades era cerca de 90 minutos e a velocidade média era de 200 km/h. O serviço era fornecido pelos comboios da Eurostar Italia (séries ETR 4xx, mais conhecido como Pendolino e a série ETR 500), baseados no trabalho de investigação levado a cabo da década de 1970 pela FIAT Ferroviaria.[carece de fontes?]
A Treno Alta Velocità está a construir uma nova rede de alta-velocidade nas rotas Milão-Bolonha-Florença-Roma-Nápoles e Turim-Milão-Verona-Veneza-Trieste. Algumas linhas já estão abertas, enquanto que algumas ligações internacionais com a França, Suíça, Áustria e Eslovénia ainda estão em construção. A linha Roma-Nápoles abriu ao serviço em Dezembro de 2005, a linha Turim-Milão abriu parcialmente em Fevereiro de 2006. Ambas as linhas com velocidades até 300 km/h.[carece de fontes?]

#### Península Ibérica

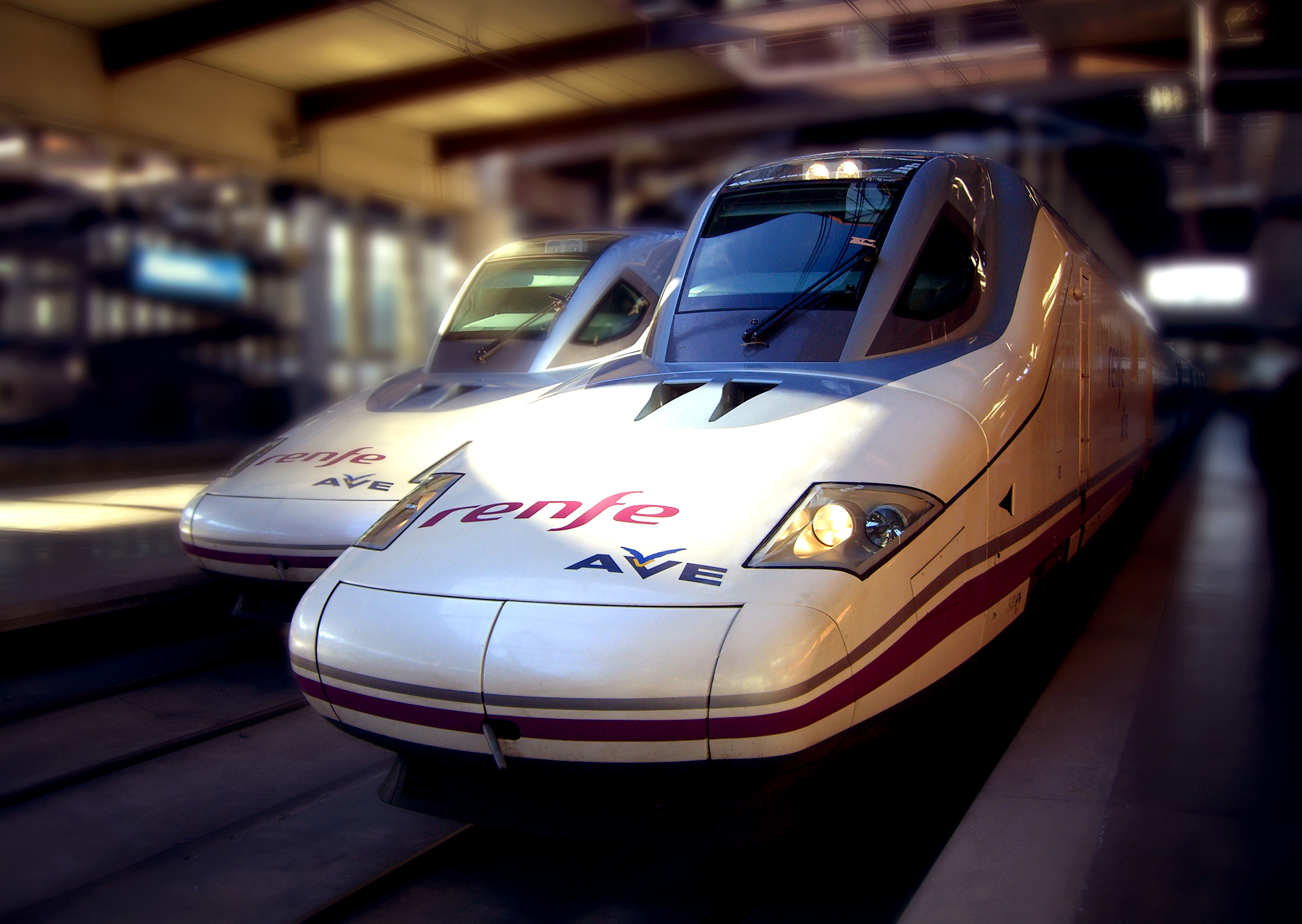
Talgo AVE

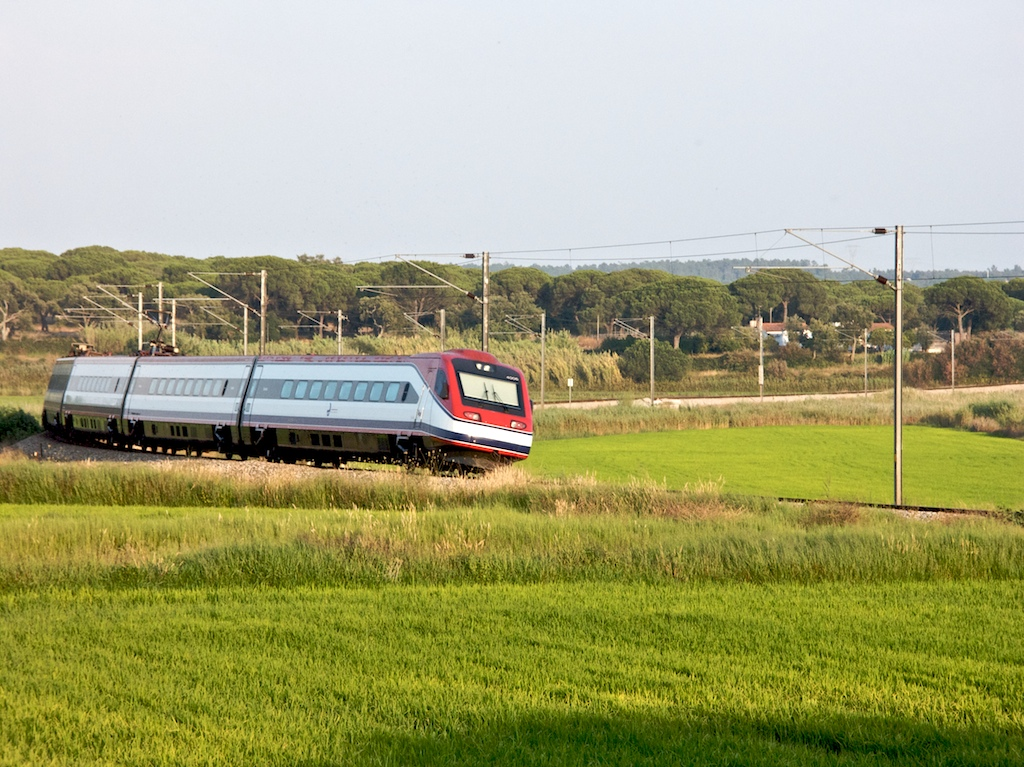
Alfa Pendular apresentando a característica pendulação activa, passando junto a Alcácer do Sal.

Na Espanha o principal serviço de alta velocidade é o AVE (Alta Velocidade Espanhola). Em algumas linhas os trens podem ultrapassar os 300 km/h. Outros serviços de alta velocidade na Espanha são: Altaria, Alvia, Avant, Euromed, Talgo e Trenhotel.[carece de fontes?]
Portugal não possui actualmente qualquer linha construída de raiz para serviços de alta velocidade, mas o serviço Alfa Pendular é considerado uma linha de alta-velocidade porque é uma linha atualizada. O comboio mais rápido da rede portuguesa é o Alfa Pendular, que entrou ao serviço em 1999, ligando na altura as estações de Lisboa-Santa Apolónia e Porto-Campanhã através da Linha do Norte. Posteriormente, foi prolongado ao Minho e ao Algarve, efectuando actualmente serviços no eixo compreendido entre as estações de Braga e de Faro, servindo as estações de Nine, Famalicão, Porto-Campanhã, Vila Nova de Gaia, Espinho, Aveiro, Coimbra-B, Pombal, Entroncamento, Santarém, Lisboa-Oriente, Lisboa-Santa Apolónia, Entrecampos, Pinhal Novo, Tunes, Albufeira-Ferreiras e Loulé.
O comboio de alta velocidade Alfa Pendular, série 4000 da CP é uma derivação muito próxima da de Giugiaro, com design do pendolino ETR 460 da Fiat. Os motores de tracção têm uma potência de 4,0 MW. Atinge uma velocidade média de 220 km/h; a sua tecnologia pendular permite-lhe fazer curvas a velocidades mais elevadas que os comboios convencionais. No entanto, devido à falta de capacidade das linhas portuguesas, cujos traçados foram planeados no século XIX, tais velocidades apenas são atingidas em troços pontuais da Linha do Norte, nomeadamente entre Válega e Pampilhosa (62,4 km), e entre o Vale de Santarém e Vila Franca de Xira (36,1 km), bem como no troço da Linha do Sul entre Pinheiro e Grândola (Variante de Alcácer do Sal). Portugal tinha projectada a construção de raiz de uma Rede Ferroviária de Alta Velocidade, que compreendia quatro novas linhas- Porto-Lisboa, Lisboa-Madrid, Aveiro-Salamanca, Porto-Vigo e Évora-Faro-Huelva. No entanto, nenhuma destas linhas chegou a ser construída, devido às decisões políticas que se seguiram à crise financeira que afectou Portugal a partir de 2008. Em 2016 foi anunciada a remodelação dos comboios Alfa Pendular.

#### Reino Unido

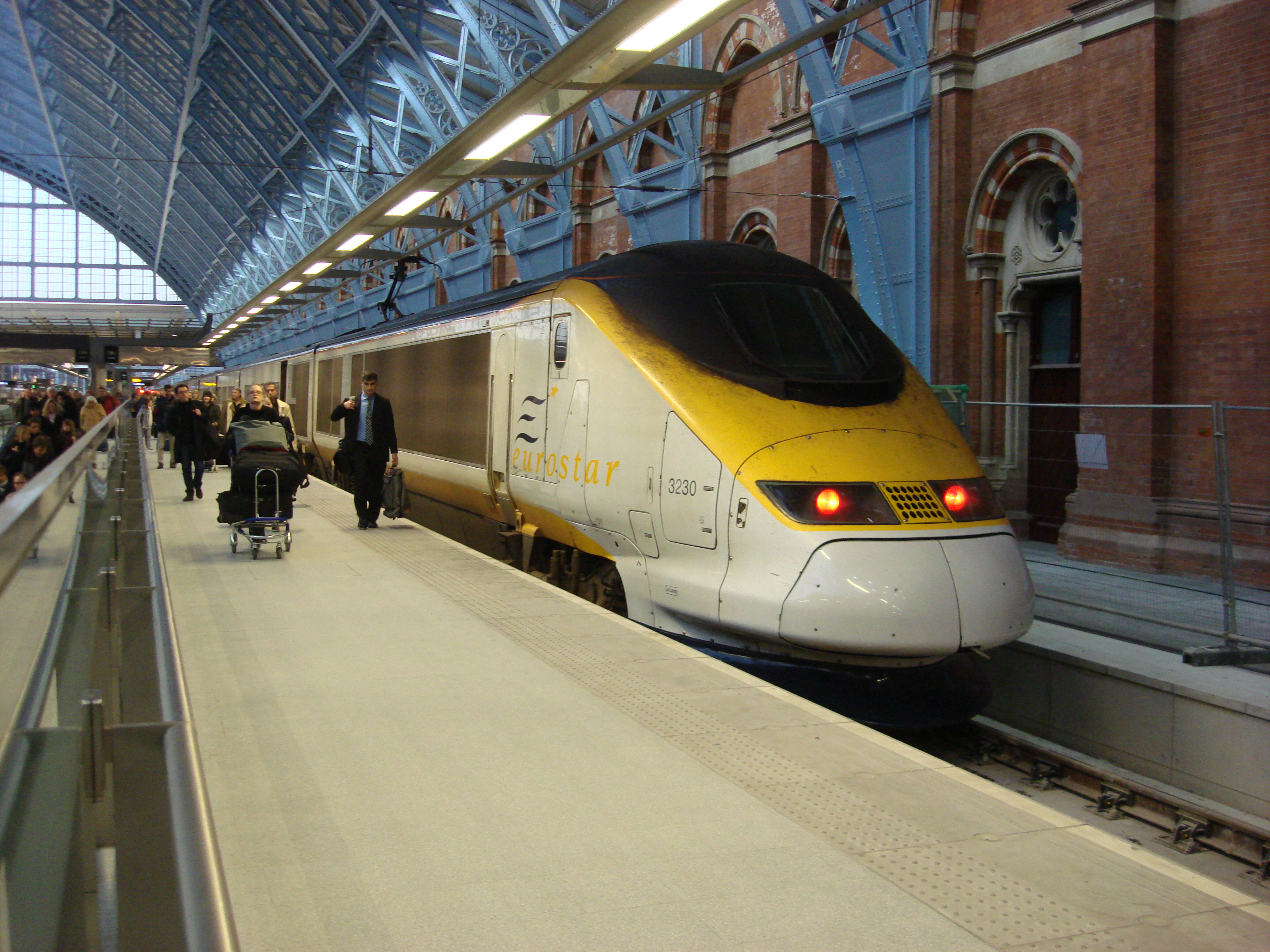
Um Eurostar a caminho do Eurotúnel para seguir para a Europa Continental.

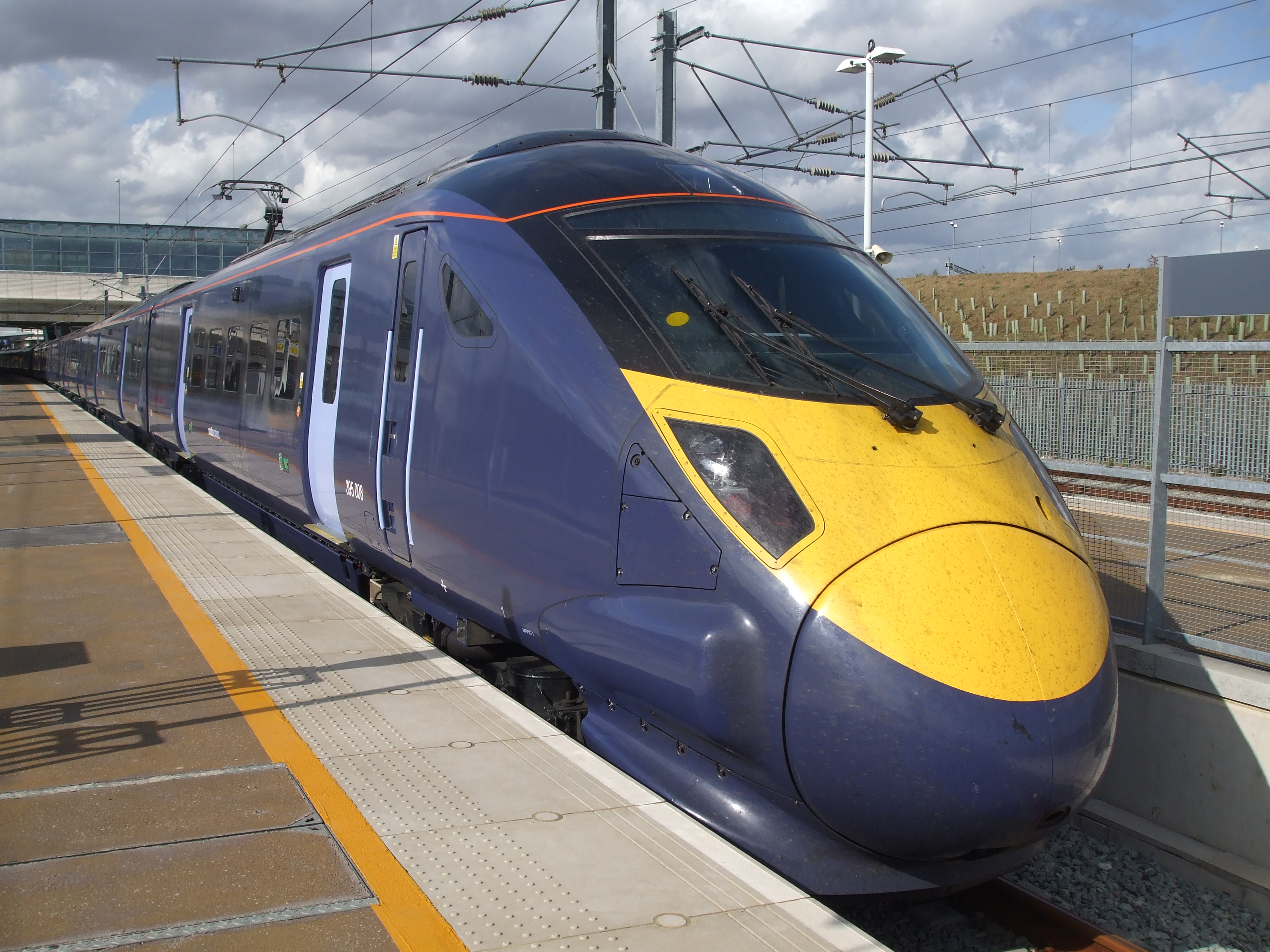
Class 395 (Javelin)

No Reino Unido, os comboios Eurostar, que circulam pelo túnel do Canal da Mancha entre o Reino Unido, a França e a Bélgica, são versões substancialmente diferentes dos comboios TGV, podendo utilizar várias tensões, podendo ligar-se à fonte de alimentação por pantógrafo ou pelo terceiro carril, tendo a capacidade de se adaptar a várias alturas das plataformas, e pode ainda lidar com não menos que sete modos diferentes de sinalização. Os comboios Eurostar circulam normalmente com dezoito carruagens. Um comboio lotado com 794 passageiros é equivalente a sete Boeing 737 (o avião usado tipicamente pelas companhias aéreas de baixo-custo). Estes comboios operam nas maiores velocidades previstas no Reino Unido, usando uma linha especialmente construída entre o Túnel do Canal da Mancha e Londres. O Channel Tunnel Rail Link suporta actualmente comboios de alta-velocidade entre Folkestone até à junção de Fawkham, estando a extensão à estação St Pancras em Londres previsto abrir em 2007.[carece de fontes?]
A restante rede de caminhos-de-ferro britânica é de qualidade consideravelmente inferior. A maior parte do tráfego inter-cidades está restrita a um máximo de 200 km/h usando linhas estabelecidas há muito por meados do século XIX. A principal razão para esta restrição é, ao contrário de muitos países na Europa, o Reino Unido nunca investiu na construção de linhas para serviços inter-cidades, o que implica partilhar até nas linhas principais com o tráfego de mercadorias e com os de passageiros locais. Qualquer aumento da velocidade da linha nas existentes requereria uma actualização muito cara para sinalização na cabine do maquinista.[carece de fontes?]
Foi efectuada uma tentativa nas décadas de 1970 e 1980 para introduzir um comboio de alta-velocidade na infraestrutura existente - a British Rail desenvolveu o Advanced Passenger Train usando tecnologia pendular activa. Apesar dos vários protótipos terem sido construídos e testados, o projecto foi encerrada quando o governo de Margaret Thatcher e a direcção da British Rail terem perdido confiança na tecnologia. A acção da inclinação activa nas viagens de demonstração induzia a sensações de enjoo nos passageiros, levando o comboio a ser alcunhado de 'cometa do vómito', e os protótipos eram caros de operar e não eram fiáveis. No entanto, os problemas estiveram perto de uma solução, e no final a tecnologia foi um sucesso. A British Rail vendeu-o a uma firma italiana que resolveu os problemas. Os comboios baseados na tecnologia da British Rail estiveram em serviço em Itália durante muitos anos. Em 2004, após um grande investimento na West Coast Main Line, foram introduzidos os Pendolinos baseados nos comboios italianos. Estes comboios estão actualmente limitados a uma velocidade máxima de 200 km/h apesar de terem sido desenhados para circular mais depressa - os orçamentos largamente ultrapassados na construção da linha e no projecto de actualização da sinalização levaram a que a linha a ser construída com um limite de velocidade máxima mais baixa que os 225 km/h planeados originalmente. Os Pendolinos são operados pela Virgin Trains, com serviços de London Euston até Birmingham, Edimburgo, Glasgow, Liverpool e Manchester. Têm sido recentemente propostas várias linhas de alta-velocidade, estando o governo a considerar a construção de uma linha norte-sul.[carece de fontes?]

### Ásia

#### China

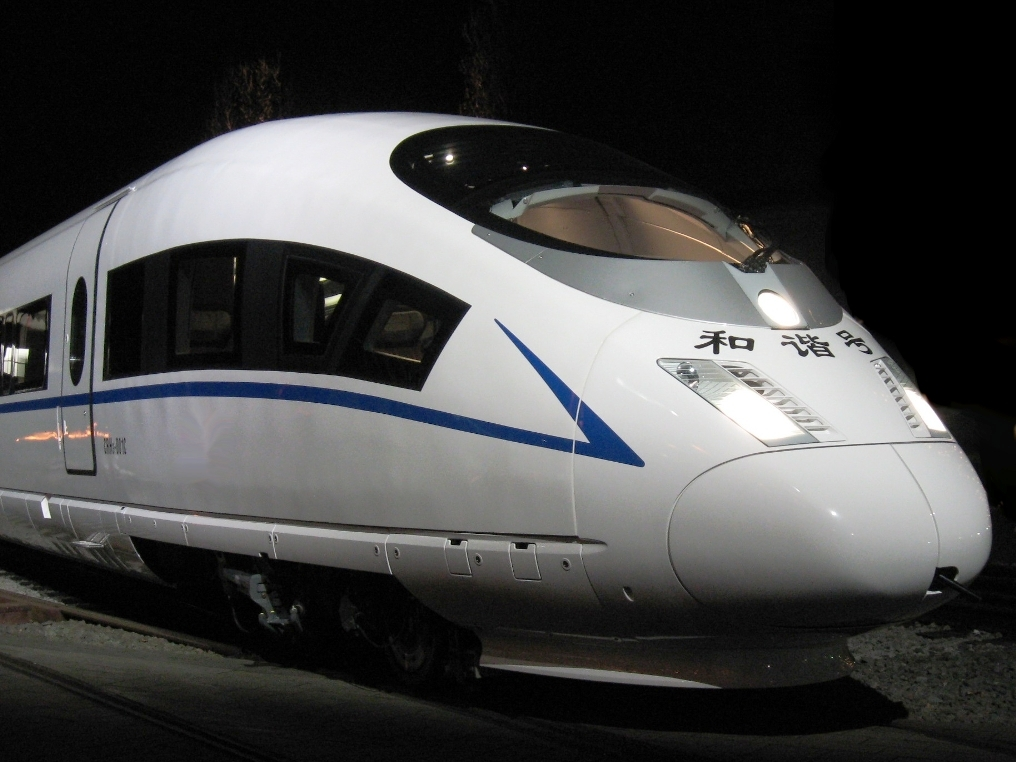
O CRH3 é um Trem unidade elétrico, com velocidade máxima de 394,3 km/h.

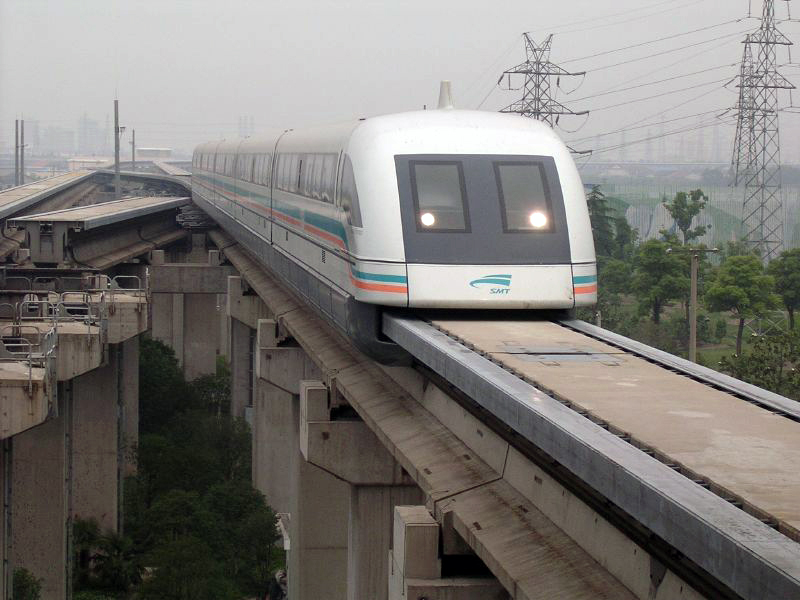
O Transrapid de Xangai circula graças à levitação magnética

A China inaugurou em 2009 uma linha de trem de alta velocidade mais rápida do mundo, que une em 3 horas as cidades de Wuhan (centro) e Guangzhou (sul), com uma média de 350 km/hora. Pequim aposta pelo transporte ferroviário em concorrência com o aéreo. Os trabalhos em uma segunda fase permitiram unir Pequim e Guangzhou, a uma média de 350 km/hora, tendo sido iniciados em 2005 e terminados em 2012: a linha ferroviária de alta velocidade Pequim-Zhengzhou-Wuhan-Cantão-Shenzhen-Hong Kong é presentemente a mais longa linha ferroviária de alta velocidade do mundo. Uma rede de alta velocidade de 16 000 km, que será maior do mundo, com trens circulando a uma média de 350 km/h será construída na China na próxima década e em 2012 já estavam completos 13 000 km, segundo o Ministério da Ferrovia. "O trem pode atingir 394,2 km/hora, é o mais rápido do mundo em atividade", de acordo com um diretor do Gabinete de Transportes do Ministério dos Caminhos de Ferro.
Em 2007 a China decidiu construir um trem de alta velocidade totalmente desenhado e fabricado no país, capaz de transportar até 600 passageiros a 300 km/h. A velocidade do veículo supera os 250 km/h alcançados por trens chineses que começaram a operar em abril do mesmo ano entre Pequim e as cidades de Harbin, Xangai e Guangzhou. Em 2006, a China revelou uma versão modificada da série E2-1000 do Shinkansen japonês, e foi confirmado que foi efetuada uma encomenda de 60 conjuntos de 8 carruagens, onde 3 conjuntos serão entregues pela Kawasaki Heavy Industries, e as restantes a serem construídas pela Nanche Sifang em Qing-Tao na China. Em 2004 o comboio maglev, Transrapid de Xangai, foi inaugurado em parceria com a Siemens da Alemanha, sendo capaz de uma velocidade operacional de 430 km/h e uma velocidade máxima de 501 km/h, ligando Xangai ao Aeroporto Internacional de Pudong.

#### Coreia

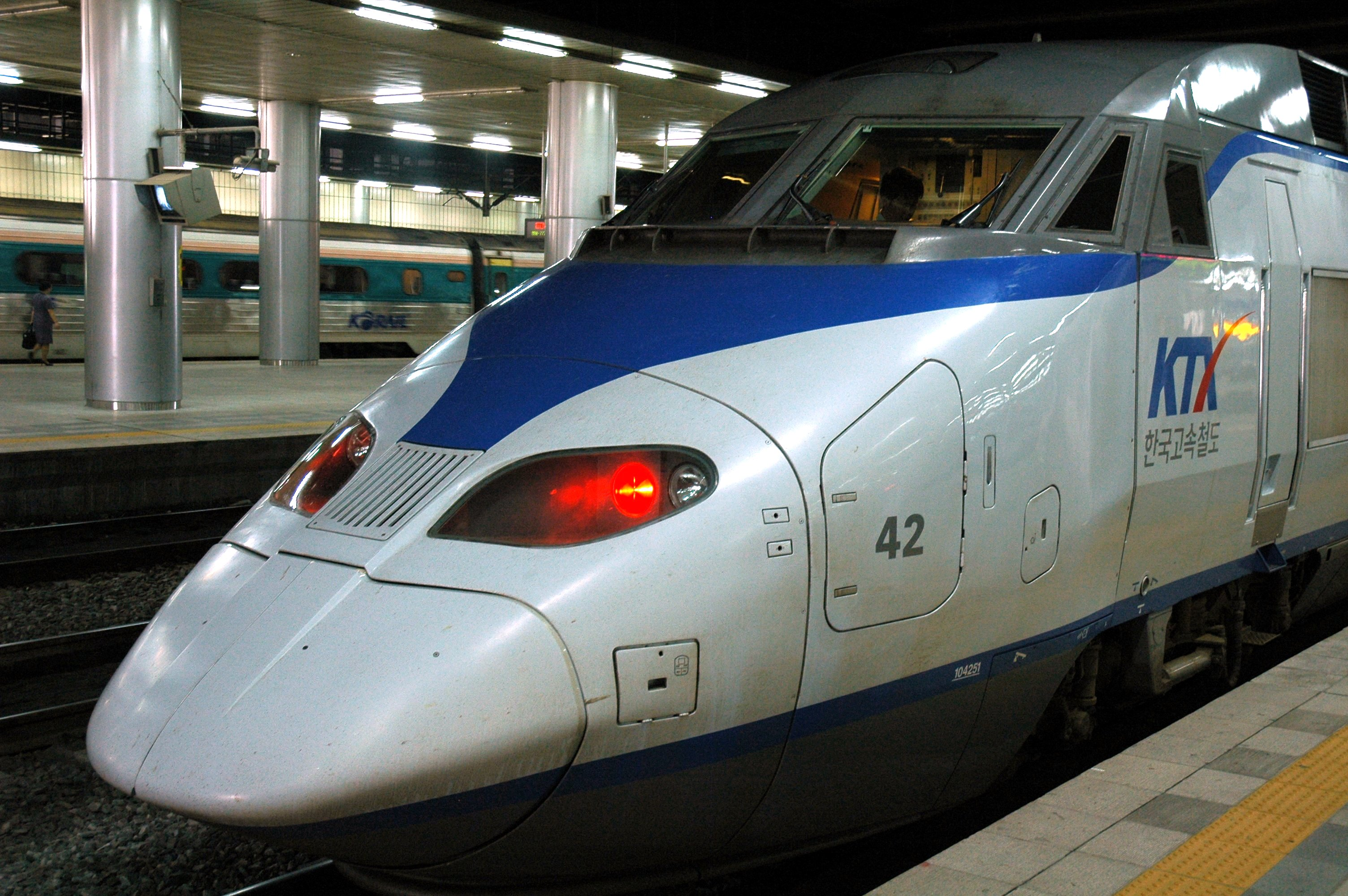
O KTX usa comboios derivados do TGV francês.

Os comboios coreanos de alta-velocidade KTX, que circulam em linhas dedicadas, tornaram-se operacionais em Abril de 2004 e é a segunda nação fora da Europa Ocidental a possuir um serviço intercidades de alta-velocidade, a seguir ao Japão. A velocidade máxima do KTX, cuja tecnologia deriva directamente do TGV francês, é de 300 km/h. Uma viagem entre Seul e Daejeon que anteriormente levava entre 90 e 120 minutos, agora leva 49, estando o tempo entre Daejeon e Daegu igualmente reduzido.[carece de fontes?]
Os passageiros podem poupar até 2 horas em viagens entre Seul e Busan. Desde que se iniciou o serviço que têm havido queixas quanto aos comboios, citando em geral desconforto, tal como lugares virados para o lado oposto da viagem. No entanto, a procura do serviço ferroviário aumentou 25% no segundo trimestre de serviço (Abril-Junho de 2004). As receitas dos comboios em geral aumentaram mais de 91% desde o ano anterior com mais 33% de lugares disponíveis. Observações recentes indicam uma tendência ao crescimento e um aumento da satisfação do público pelo serviço. A média diária de passageiros ronda agora os 85 000 passageiros.[carece de fontes?]
A Coreia do Sul tem o crédito de ter desenvolvido a sua própria tecnologia de alta-velocidade graças a outro comboio, o HSR-350x (High Speed Rail 350x) que foi desenhado independentemente do KTX por engenheiros sul-coreanos muitos anos antes do programa de transferência de tecnologia francesa. O comboio é um produto de cerca de 10 anos de pesquisas e desenvolvimento pela companhia coreana Rotem e o National Rail Technology Institute of Korea. Denominada "Korean G-7" (uma referência directa às ambições coreanas de se juntarem às proezas tecnológicas das nações do G-7, agora G-8), esta tecnologia está actualmente em fase de testes, estando previsto que entre em serviço no secto Seul-Gwangju em 2007. O comboio proposto circularia mais rápido que o TGV, a 350 km/h em oposição aos 300 km/h actuais. O Korean G-7 incorpora várias tecnologias que o TGV francês não possui, incluindo uma carroçaria em alumínio, controlo de tráfego digital, e um sistema de compensação de pressão. Quando estiver operacional, o Korean G-7 permitirá também aos passageiros rodar os seus assentos, dando-lhes a escolha de estar virados a favor ou contra o sentido da viagem, como resposta às muitas queixas sobre a disposição uni-direccional fixa dos lugares no KTX.[carece de fontes?]
A Julho de 2006, o governo sul-coreano anunciou o seu plano para desenvolver uma versão actualizada do G-7 chamada sistema de comboios HEMU (Highspeed Electric Multiple Unit) por 2011. A Rotem é uma empresa do grupo Hyundai que também fabrica comboios de levitação magnética, tendo sido pela primeira vez apresentados na Exposição Universal de Daejeon em 1993.

#### Taiwan

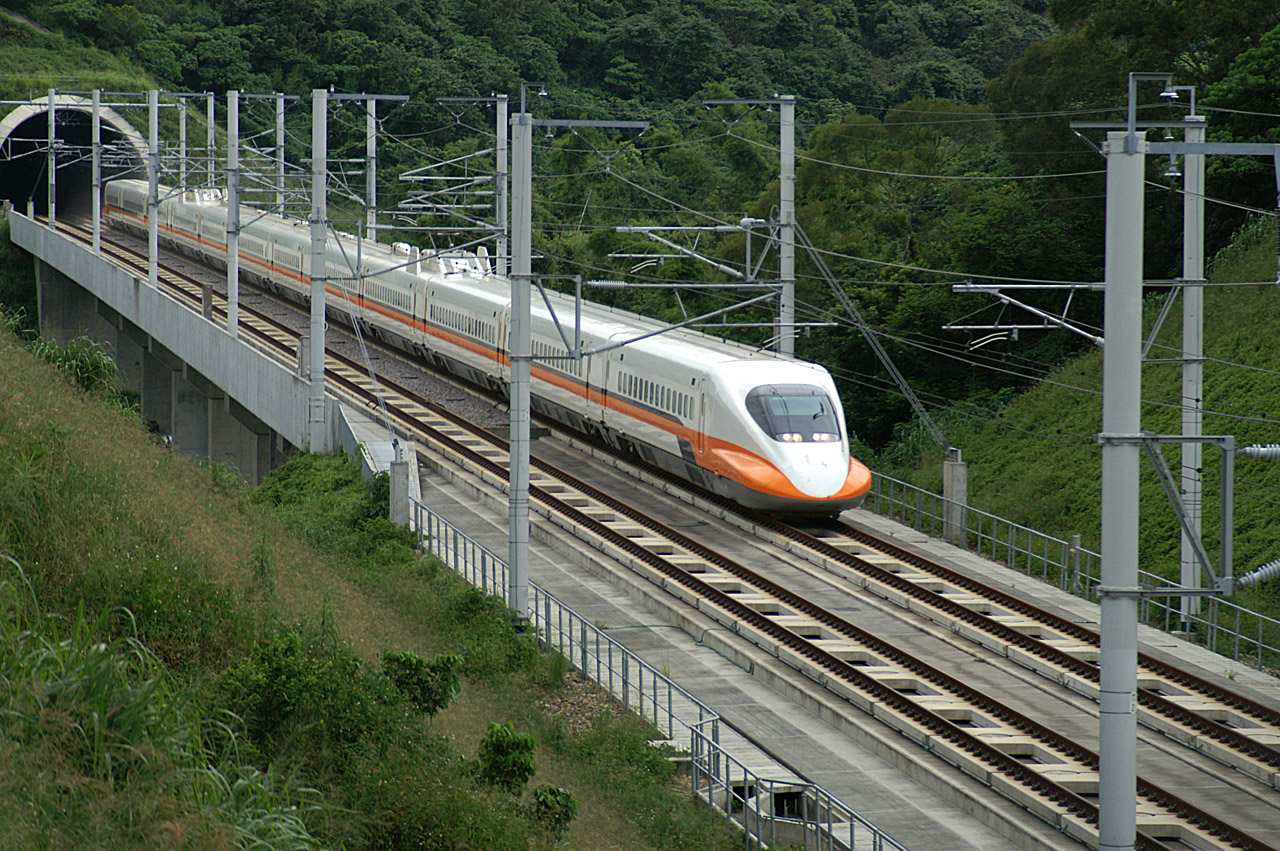
Séries 700T - Shinkansen numa viagem de testes

O Taiwan High Speed Rail (THSR) é o sistema ferroviário da ilha Formosa. A construção está terminada, estando actualmente em fase de testes, estando a abertura prevista para Outubro de 2006. Circula a aproximadamente 345 km/h desde Taipé até Kaohsiung. Adoptando a tecnologia japonesa Shinkansen como núcleo do sistema, o Taiwan High Speed Rail usa o Shinkansen da série 700T produzido por um consórcio de companhias japonesas, sendo a mais notável a Kawasaki Heavy Industries. Os comboios viajarão entre Taipé e Kaohsiung em aproximadamente 90 minutos em vez das 4-6 horas por comboio convencional. Um projecto japonês separado irá ligar Taipé com o seu aeroporto por uma linha de alta-velocidade, tendo a cerimónia de inauguração sido efectuada a 26 de Setembro de 2006.

### América

#### Chile
No Chile, diferentemente dos outros países da América Latina, se destaca o moderno serviço de transporte de passageiros. O "Metrotren" vai de Santiago a Rancagua e San Fernando. O "Terrasur", de Santiago a Chillán. Todos os serviços são realizados pela empresa chilena EFE. Os trens, elétricos, chegam aos 140 km/h. Em pouco tempo, será inaugurado o serviço de transporte de passageiros de Santiago até Temuco (a 670 km. de distância), em novos trens elétricos, fabricados na Espanha, com velocidade máxima de 160 km/h. Portanto, todos os trens do país são denominados de "velocidade alta". Todos são divididos em "classe turística" e "classe preferente". É um meio de transporte muito utilizado, por ser econômico, confortável e eficiente. Por ano, são transportados mais de 10 milhões de passageiros em todo o país.[carece de fontes?]

## Projetos

### Europa

#### Áustria
Os caminhos-de-ferro ocidentais austríacos estão a ser actualizados e parcialmente reconstruídos, e irão no futuro permitir que os comboios alemães ICE na linha quebrem a barreira dos 200 km/h. Um comboio de velocidade alta construído na Áustria (Railjet) vai funcionar no ano 2009.[carece de fontes?]

#### Rússia

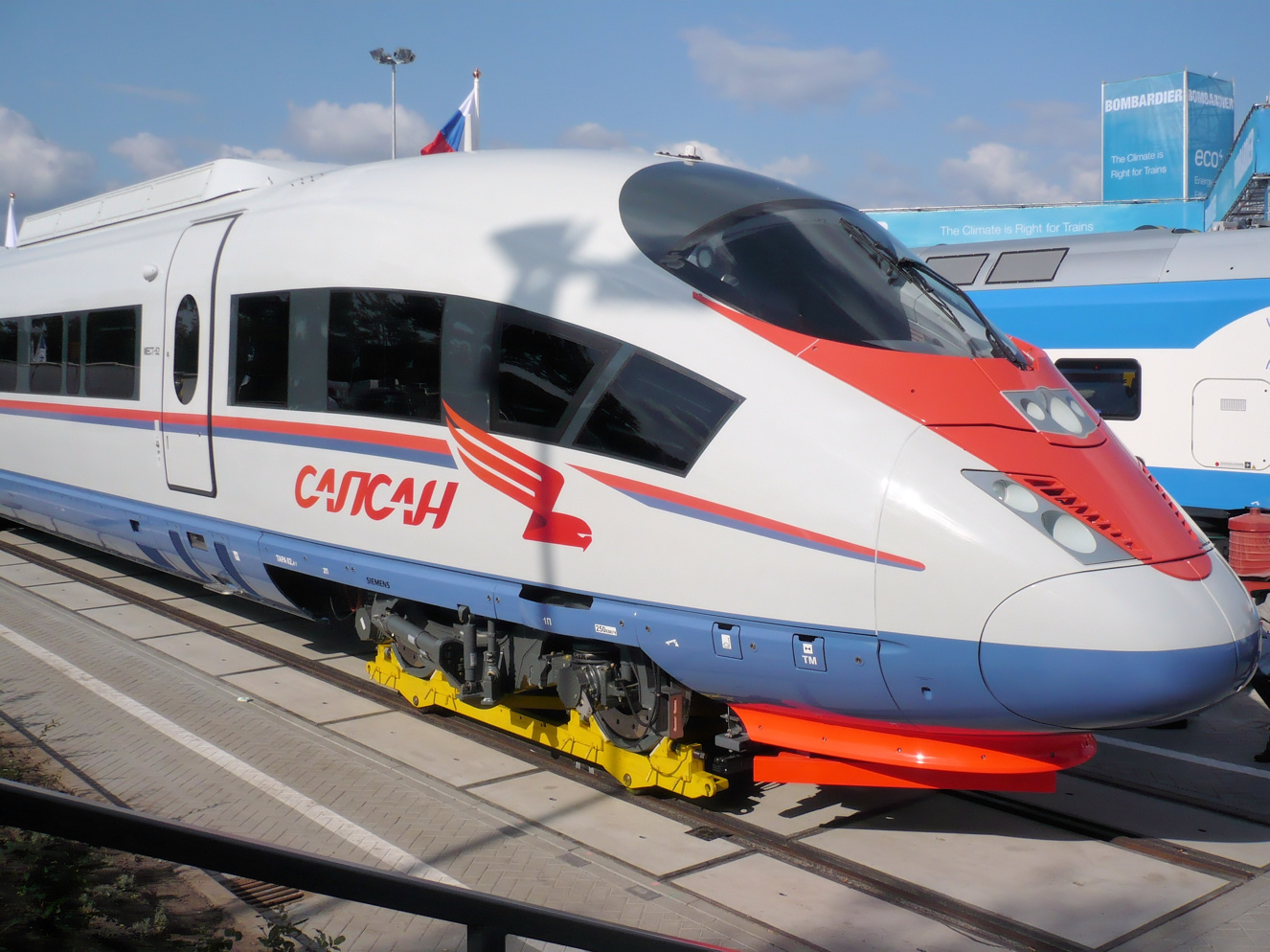
Russo Sapsan

A linha entre São Petersburgo e Moscovo está a ser actualizada para permitir que os ICE alemães, comprados pela Rússia, alcancem os 250 km/h em 2008. A construção da linha iniciou-se em 2004 e espera-se que esteja terminada em 2008.[carece de fontes?]

#### Suécia
A Suécia possui muitos comboios que circulam a 200 km/h, incluindo os comboios pendulares X2, comboios regionais largos e de dois pisos, e Expresso X3 do Aeroporto de Arlanda. Os X2 circulam entre as principais cidades como Estocolmo, Gotemburgo, Malmö, enquanto que os X3 circulam entre Estocolmo e o aeroporto de Arlanda.
Já existem centenas de quilómetros de linhas preparadas para a circulação a 250 km/h, embora o sistema de sinalização, catenárias e os comboios ainda não o estejam. Um comboio de testes chamada "Comboio Verde" está a ser testado a 280 km/h. Por volta de 2015 um troço da linha entre Estocolmo e Malmö terão uma circulação a 250 km/h. 
A linha de Bótnia (Botniabanan), inaugurada em 2010, permite velocidades de 250 km/h. A velocidade média é contudo limitada, pois é uma linha com via única.

#### Suíça
A Suíça ainda não tem comboios de alta-velocidade próprios. As linhas de TGV francês e do ICE alemão têm extensões na Suíça, mas devido à densidade da rede ferroviária existente e as pequenas distâncias entre cidades suíças, o que não permite chegar a velocidades superiores a 160 km/h. Os comboios suíços mais rápidos são os ICN pendulares, operados pelos Caminhos-de-Ferro Federais Suíços desde Maio de 2000 e são capazes de atingir os 200 km/h mesmo na rede suíça pejada de curvas. O consórcio Cisalpino constituído pelos Caminhos-de-Ferro Federais Suíços e pela Trenitalia usam comboios Pendolino em duas das suas linhas internacionais. A primeira fase do projecto Rail2000 terminado em 2005, incluem uma linha de alta velocidade entre Berna e Olten com uma velocidade de cruzeiro de 200 km/h. O projecto chamado Nova transversal ferroviária alpina está a construir linhas norte-sul mais rápidas ao longo dos Alpes suíços, construindo túneis a várias centenas de metros abaixo do nível dos túneis actuais. O túnel Lötschberg de 35 km irá abrir em 2007 onde os 4 novos pendolinhos irão circular a 250 km/h. O túnel de 57 km de São Gotardo (com velocidade máxima de 250 km/h) está previsto abrir em 2015. A segunda fase do Rail2000 inclui actualizações de linhas no cantão de Valais (a 200 km/h) e entre Biel e Solothurn (a 200 km/h). Prevê-se que os trabalhos de construção se iniciem em 2012.[carece de fontes?]

### América do Norte

#### Canadá
O Canadá cedo pôs algumas esperanças nos comboios de alta-velocidade com o Turbo-Train da United Aircraft na década de 1960. Estes comboios alcançaram os 200 km/h em serviço regular, mas durante grande parte da sua vida útil (marcada por longas interrupções devidas a problemas de desenho), circulava a uns convencionais 160 km/h. Também foi testado um comboio similar mas mais curto nos Estados Unidos que chegaram aos 272 km/h em viagens de teste. O sistema deste comboio é de longe o mais avançado desenvolvido no continente americano.[carece de fontes?]
No princípio da década de 1970, um consórcio composto por várias companhias começou a desenvolver o Bombardier LRC, que era uma abordagem mais convencional de um comboio de alta-velocidade, tendo carruagens separadas em vez de ser um comboio articulado. Puxado por pesadas locomotivas de tecnologia convencional diesel-eléctrico desenhadas para velocidades de cruzeiro de 200 km/h, entrou em pleno serviço em 1981 na VIA Rail, ligando cidades no corredor Quebeque-Winsor, mas nunca excederam o limite de 170 km/h devidos à sinalização da linha.[carece de fontes?]
Em 1998, o consórcio Lynx, incluindo a Bombardier e a SNC-Lavin propôs um comboio de alta-velocidade chamado Jet-Train de Toronto para o Quebeque via Montreal, baseado na tecnologia do TGV e Turbo-Train franceses. Recentemente, a Bombardier e a VIA propuseram um serviço de alta-velocidade no corredor Quebeque-Winsor, usando os comboios experimentais pendulares Jet-Train da Bombardier, que são semelhantes ao Acela Express da mesma companhia, mas circulando com dois pequenos motores a jacto em vez de tomar a energia das catenárias. Estes comboios assemelham-se ao protótipo do primeiro TGV (o TGV001) que possuíam uma turbina a gás que foi testado na linha Estrasburgo-Mulhouse. Até agora não foi mostrado qualquer apoio governamental para o futuro, estando então a Bombardier a promover o seu Jet-Train especialmente para as linhas no Texas e Flórida.[carece de fontes?]
A Bombardier também patrocinou uma linha de alta-velocidade na província de Alberta entre Edmonton e Calgary. A 22 de Setembro de 2006 anunciou-se que o governo provincial estava a colocar câmaras ao longo de toda a auto-estrada Queen Elizabeth II para ajudar a determinar os méritos de construir uma ligação Calgary-Red Deer-Edmonton. Posteriores estudos de condutores de automóvel irão ajudar a compreender a natureza das viagens de 50 000 carros entre as três cidades.

#### Estados Unidos

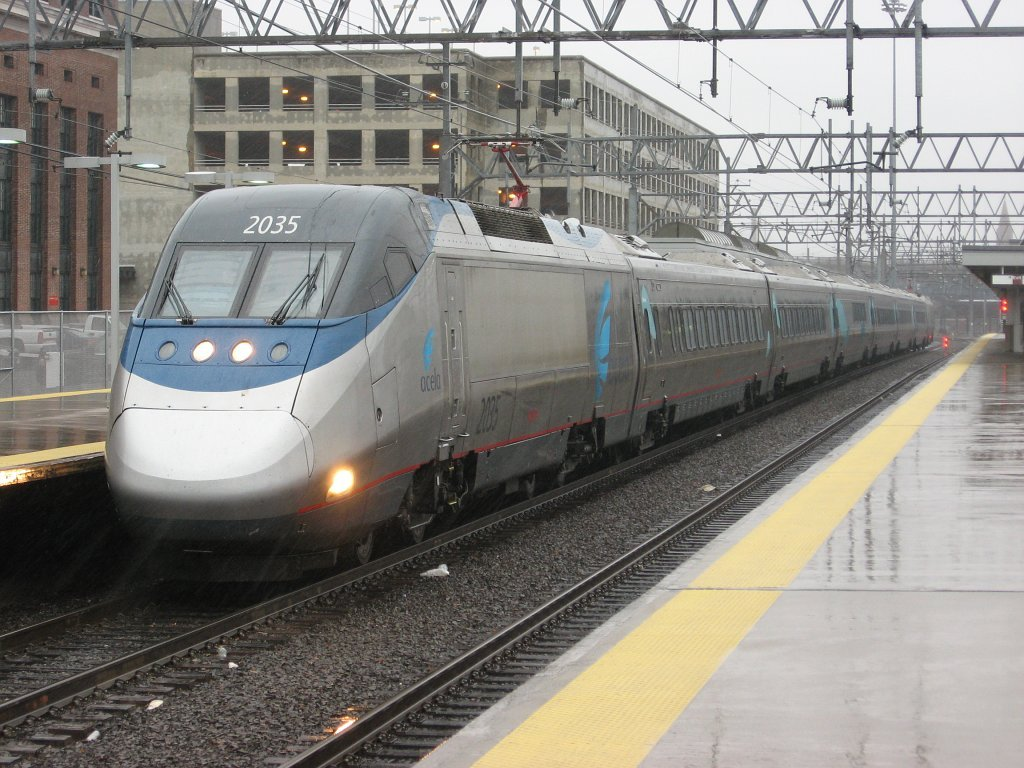
O Acela Express, é uma versão do TGV francês projetado para operar nos Estados Unidos

A alta-velocidade nos Estados Unidos é mais uma prospecção do que uma realidade, pois há falta de vontade política e financeira para apoiar o projeto. É possível comparar o desenvolvimento da alta-velocidade com o dos expressos que cruzaram os Estados Unidos nas décadas de 1930, 1940 e 1950, e que podem ser comparadas também ainda mais atrás no tempo com as companhias que competiam nas diferentes rotas entre Londres e a Escócia, e as ferrovias na Alemanha e França. No entanto, alguns fatores, incluindo a pesada subsidiação dos combustíveis e a construção de autoestradas, contribuiriam para a estagnação do transporte ferroviário nos Estados Unidos, justamente quando estavam em plena expansão na Europa e no Japão.[carece de fontes?]
Tem ressurgido de novo o interesse nas últimas décadas, havendo muitos planos a ser examinados para linhas de alta-velocidade ao longo de todo o país, mas os serviços atuais continuam limitados, sendo relegados para o corredor do Nordeste da Amtrak entre Boston e Washington, DC (o serviço cobre Nova Iorque e Filadélfia). A maioria dos especialistas não classificariam sequer como alta-velocidade o Acela Express, apesar de ser anunciado como tal (velocidade média de 113 km/h). Um referendo sobre a matéria foi adiado até 2008 na Califórnia. Sob o custo de US$ 9 bilhões começaria a construção entre Los Angeles e São Francisco, com futuras extensões para Sacramento e San Diego. Em 2002,  foi criada a Texas High Speed Rail & Transportation Corporation (THSRTC). Em 2006 a American Airlines e a Continental Airlines juntaram-se formalmente ao THSRTC num esforço para trazer os ferrovias de alta velocidade para o Texas como um sistema de recolha de passageiros para as linhas aéreas.[carece de fontes?]

#### México
Após uma avaliação técnica e econômica envolvendo nove companhias com experiência internacional em comboios de alta-velocidade, a companhia francesa Systra será a companhia de consultadoria para aconselhar o Secretariado dos Transportes e Comunicações do México no processo de elaboração do Caderno de Encargos para o serviço de comboios de alta-velocidade Cidade do México-Querétaro-Irapuato-Guadalajara. O concurso terá lugar durante a administração do novo presidente eleito Felipe Calderón. O custo estimado para este projeto é de cerca de US$ 12 bilhões de acordo com o SCT.

### América do Sul

#### Argentina
Em 26 de abril de 2006 as autoridades anunciaram os planos para uma linha de alta-velocidade entre a estação de Retiro em Buenos Aires e as cidades de Rosário e Córdoba. Em meados de 2008, o governo argentino assinou contrato com a empresa francesa Alstom para iniciar as obras em até 6 meses, mas devido à crise financeira mundial o projeto foi suspenso por tempo indeterminado.[carece de fontes?]

#### Brasil
O trem de alta velocidade brasileiro tem custo estimado de US$ 33 bilhões e sua implantação levará em torno de 5 anos. A linha férrea sairá de Campinas e passará pelo aeroporto Campo de Marte no bairro de Santana, zona norte de São Paulo e chegará à Estação Leopoldina, no Rio de Janeiro. O estudo de viabilidade revelou uma demanda de quase 29 milhões de passageiros em 2015.  Estão previstas escalas em cidades de São Paulo e Rio de Janeiro. Terá conexão com outra linha que o ligará ao Aeroporto Internacional de Cumbica, em Guarulhos, na Grande São Paulo e de Viracopos em Campinas. Dos 503 quilômetros totais do trajeto, 134 quilômetros serão compostos por travessias de túneis. Além disso, são previstos 105 viadutos, uma vez que o trajeto corta um trecho de relevo acidentado, particularmente a Serra das Araras. De Guarulhos a São Paulo, haverá um trecho subterrâneo de cerca de 15 quilômetros. Já foram completados alguns esboços pela Odebrecht (atual Novonor) (Brasil), Siemens (Alemanha) e Italplan (Itália). A linha deveria ter ficado pronta em 2016, O mote inicial do governo era concluir o projeto para a Copa do Mundo, mas alguns investidores estrangeiros rapidamente alertaram que seria inviável fazer a construção em quatro anos – há outros que consideram possível a conclusão para o evento. Existem novos projetos na EPL, para o planejamento de linhas adicionais ligando Curitiba à cidade de Belo Horizonte, passando por São Paulo e a cidade de Uberlândia até Campinas. E o projeto da linha Uberlândia -> Brasilia, que passaria por Goiânia. Estes projetos estão com implementação prevista imediatamente após o término da Campinas -> São Paulo -> Rio de Janeiro.

### Oceania

#### Austrália

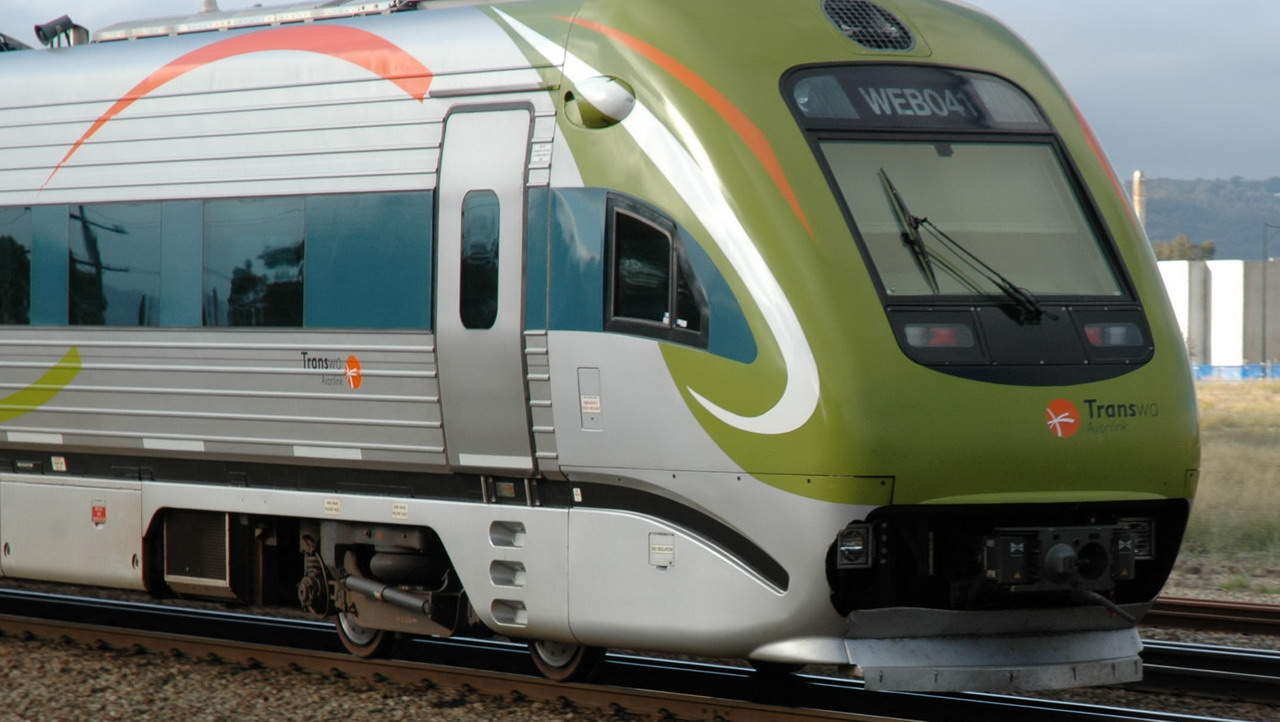
O Transwa Prospector australiano.

A Austrália não tem comboios de alta-velocidade. O Transwa Prospector que opera entre Perth e Kalgoorlie é capaz de atingir os 210 km/h. No entanto, opera a 160 km/h devido às más condições dos carris. A linha do comboio eléctrico pendular da Queensland Rail entre Brisbane, Rockhampton e Cairns pensa-se que é a linha de bitola curta mais rápida do mundo ao bater a velocidade de 210 km/h. O serviço para Cairns é com comboios a diesel, pois a linha não é electrificada. O desenvolvimento dos caminhos de ferro australianos tem sido dificultado pela baixa densidade populacional do país, pois têm a população comparável à de um pequeno país europeu, como os Países Baixos e no entanto ocupa uma área apenas ligeiramente inferior à dos Estados Unidos continentais. Com a consequente desregulamentação e intensa competição das linhas aéreas nacionais, o meio mais barato de viajar entre grandes centros populacionais é por via aérea. Enquanto que os combustíveis não têm uma carga fiscal tão leve como nos Estados Unidos, continua a ser ainda assim muito mais barato que nas nações europeias, o que reduz grandemente o apelo pelas viagens de comboio e a esperança de uma expansão num futuro próximo. Há no entanto debates sobre os comboios de alta-velocidade entre Sydney e Camberra, o que poderá posteriormente expandir um corredor de Sydney até Brisbane e de Camberra até Melbourne e Adelaide.

### Ásia

#### Arábia Saudita
Está a ser estudado um projecto de caminhos-de-ferro de alta-velocidade entre Meca e Medina passando por Jidá.

#### Índia
Alguns projectos foram desenvolvidos para médio e longo prazos. Estes incluem linhas radiais desde Nova Deli para Amritsar, Jaipur, Agra (onde se localiza o Taj Mahal) e Kampur; Bombaím para Ahmedabad; Calcutá para Dhanbad; Chennai para Bangalore e Mysore; e Chennai para Hyderabad, Vijayawada e Visakhapatnam. Esses comboios da classe 'Shatabdi' são normalmente sem escalas e podem atingir um máximo de 140 km/h, sendo portanto considerados como velocidade-alta e não alta-velocidade.[carece de fontes?]

#### Irã
Existe um projecto de linha de alta-velocidade entre Teerã e Isfahan, tal como entre Gurgã até Mashhad e Qom até Teerã.[carece de fontes?]

#### Israel
Está em construção uma nova linha de alta-velocidade entre Jerusalém e Tel Aviv pela Israel Railways, encurtando o tempo de viagem entre as duas cidades para 28 minutos (actualmente de cerca de 75 minutos), esperando-se que esteja pronta para entrar em serviço em 2011. Adicionalmente, todo o sistema ferroviário está a sofrer uma grande actualização e electrificação das vias, de modo a que no início da próxima década, todas as três grandes áreas metropolitanas  (Haifa, Jerusalém e Beer Sheva) que estão localizados fora do centro do país sejam alcançáveis entre 30 e 40 minutos de Tel Aviv.[carece de fontes?]

#### Malásia-Singapura
Existe um projecto de um comboio-bala para 300 km/h proposto para ligar Kuala Lumpur e Singapura. Esta proposta foi feira pela companhia de comboios de velocidade-alta (160 km/h) KLIA Express YTL, que liga Kuala Lumpur com a KLIA. O tempo de viagem estimado seria de 90 minutos, comparando com as 4 horas por auto-estrada, 7 horas no comboio convencional e as 2 horas de voo (incluindo o deslocamento de e para o aeroporto, check-in e embarque. Seria a primeira linha internacional fora da Europa se construído. Têm sido efectuadas conversações sobre uma linha que ligasse Bangkok a Singapura ligando as 3 nações, embora não tenha sido tomada qualquer acção.[carece de fontes?]

#### Paquistão
As cidades de Rawalpindi e Lahore terão uma actualização para uma linha de alta-velocidade cujos comboios atingiriam velocidades até 200 km/h. Actualmente esta linha é capaz de atingir a velocidade máxima de 100 km/h. A 26 de Julho de 2006 entrou em serviço uma linha de comboios directa entre Lahore e Karachi, atingindo uma velocidade máxima de 140 km/h e será equipada com walkie-talkies VHF. Actualmente o governo paquistanês está em negociações com companhias alemãs para a construção de comboios de alta-velocidade para as linhas Lahore-Karachi e Karachi-Islamabad.[carece de fontes?]

#### Turquia
A Turquia começou a construir linhas de alta-velocidade em 2003. A primeira linha, de Istambul (a maior cidade turca) via Esquixequir até Ancara (a capital), está em construção e irá abrir em 2007, reduzindo o tempo de viagem de 6-7 horas para 3 horas e 10 minutos. A linha Ancara-cônia começou construção em 2006. Está prevista para esta linha uma duração das viagens de 70 minutos. Muitas outras linhas entre grandes cidades tais como Ancara-Afioncaraquissar-Uxaque-Izmir, Ancara-Iozgate-Sivas, Istambul-Bursa, Istambul-Kapikule (na fronteira búlgara) estão planeadas para ser construídas nos próximos anos. Os comboios de alta-velocidade prevêem-se que atinjam velocidades máximas de 250 a 300 km/h.[carece de fontes?]

#### Vietname
A companhia de caminhos-de-ferro do Vietname está a preparar a construção de quatro linhas expresso que custará € 24,36 mil milhões com a conclusão prevista para 2015. A construção será efectuada em várias fases, incluindo os 280 km de Hanoi-Vinh com um custo de € 8,18 mil milhões, 400 km de Nha Trang-Ho Chi Minh custando € 11,68 mil milhões, os 100 km de Ho Chi Minh-Vung Tau a um custo de € 2,92 mil milhões, e os 100 km de Hanoi-Hai Phong a € 1,58 mil milhões. Por 2016 a companhia irá considerar a construção de outras linhas, incluindo Vihn-Nha Trang, Ho Chi Minh-Can Tho e Hanoi-Lang Son. Estas modernas linhas de caminho-de-ferro terão uma bitola de 1.435m em vez do actual 1m, permitindo que no futuro comboios-bala circulem entre 160 e 300 km/h.

### África

#### África do Sul
Os 80 km do sul-africano Gautrain esperam que se viaje a 180 km/h em 2010 e poderá ser actualizado mais tarde para aumentar 200 km/h para se tornar "alta-velocidade".[carece de fontes?]

#### Marrocos
Os trabalhos da ONCF poderão começar em 2007 de Marraquexe até Tânger no norte, Marraquexe até Agadir no sul, e de Casablanca no Atlântico até Oujda na fronteira com a Argélia. Se os planos forem aprovados, os 1 500 km de linha poderão ser completados até 2030 a um custo de 25 mil milhões de dirham (€ 2,27 mil milhões). A viagem de Casablanca até Marraquexe poderá ser encurtada até 1 hora e 20 minutos em vez das 3 hora actuais, e da capital Rabat até Tânger poderá ser encurtada até 1 hora e 30 minutos, das 4 horas e 30 minutos actuais.